# Svenska polisens uniformer

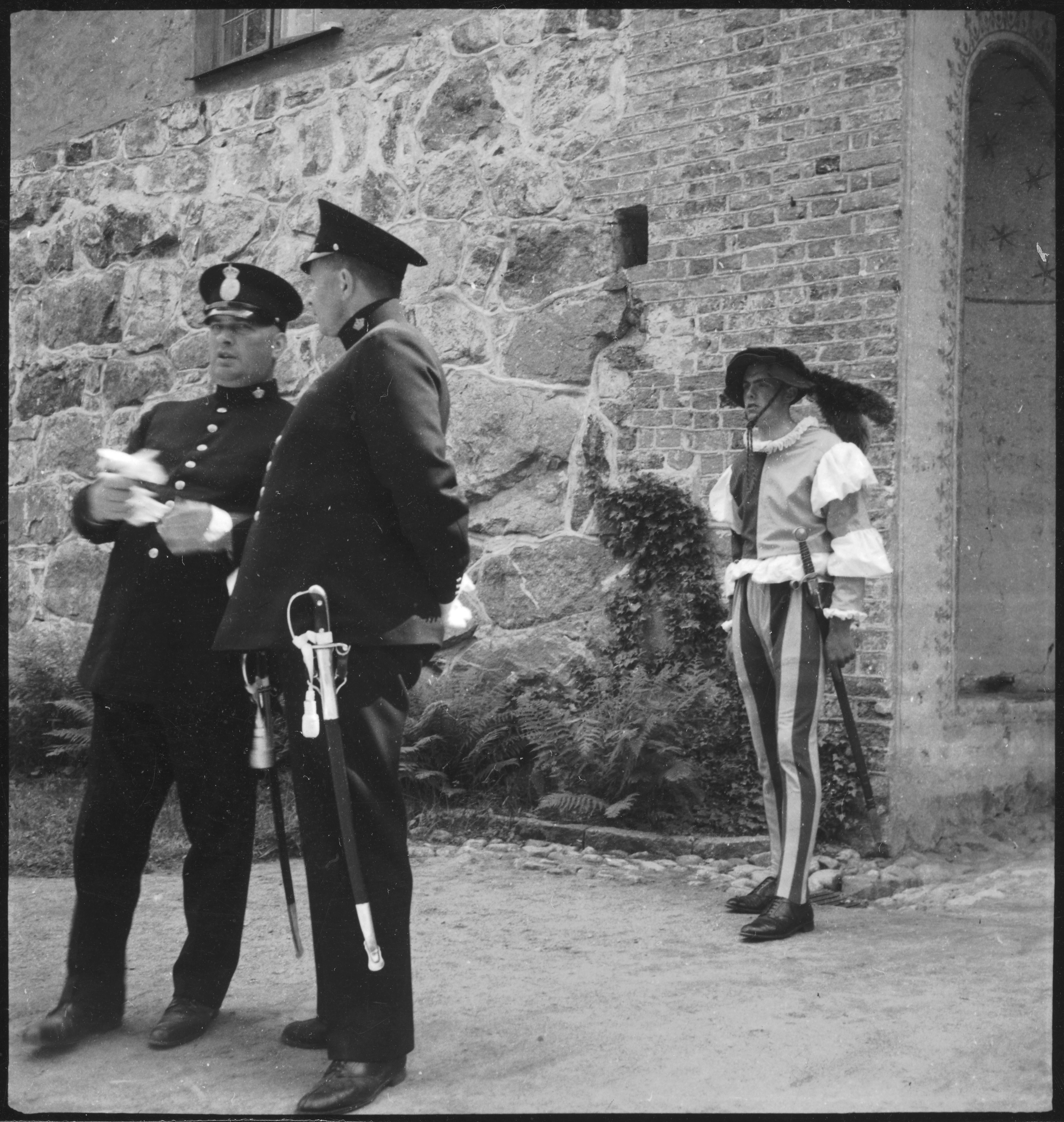
Två svenska poliser utanför Gripsholms slott 1937, iklädda uniform av 1926 års modell med sabel.

Svenska polisens uniformer spårar sin historia tillbaka till mitten på 1800-talet då politiska reformer skapade det svenska polisväsendet. Dåtidens poliser, kallade poliskonstaplar ikläddes uniform som synligt tecken på deras ställning.

## Från 1850–1925
Under 1800-talet fanns det en åtskillnad på polisen som verkade i rikets städer och de som verkade på landsbygden, och deras uniformer såg även olika ut.

### Stadspolisen
De patrullerande poliserna i städerna kallades från 1850-talet för poliskonstaplar och de ikläddes en relativt enhetlig uniform, oberoende av i vilken stad poliserna tjänstgjorde. Uniformen utgjordes av en syrtut, en typ av rock med två rader förgyllda knappar. Dessa knappar bar ofta stadens stadsvapen. Utseendet var medvetet valt att efterlikna militära uniformer, då detta troligen skulle signalera myndighet och makt. På kragen stod ofta även ett nummer, vilket var den enskilde konstapelns tjänstgöringsnummer.
Som huvudbonad användes från 1850-talet till ca 1887 käppi, medan man från ca 1887 och fram till 1920-talet använde pickelhuva, officiellt kallad för kask.
Den huvudsakliga beväpningen bestod av sabel som ständigt bars av konstapeln vid tjänstgöring.

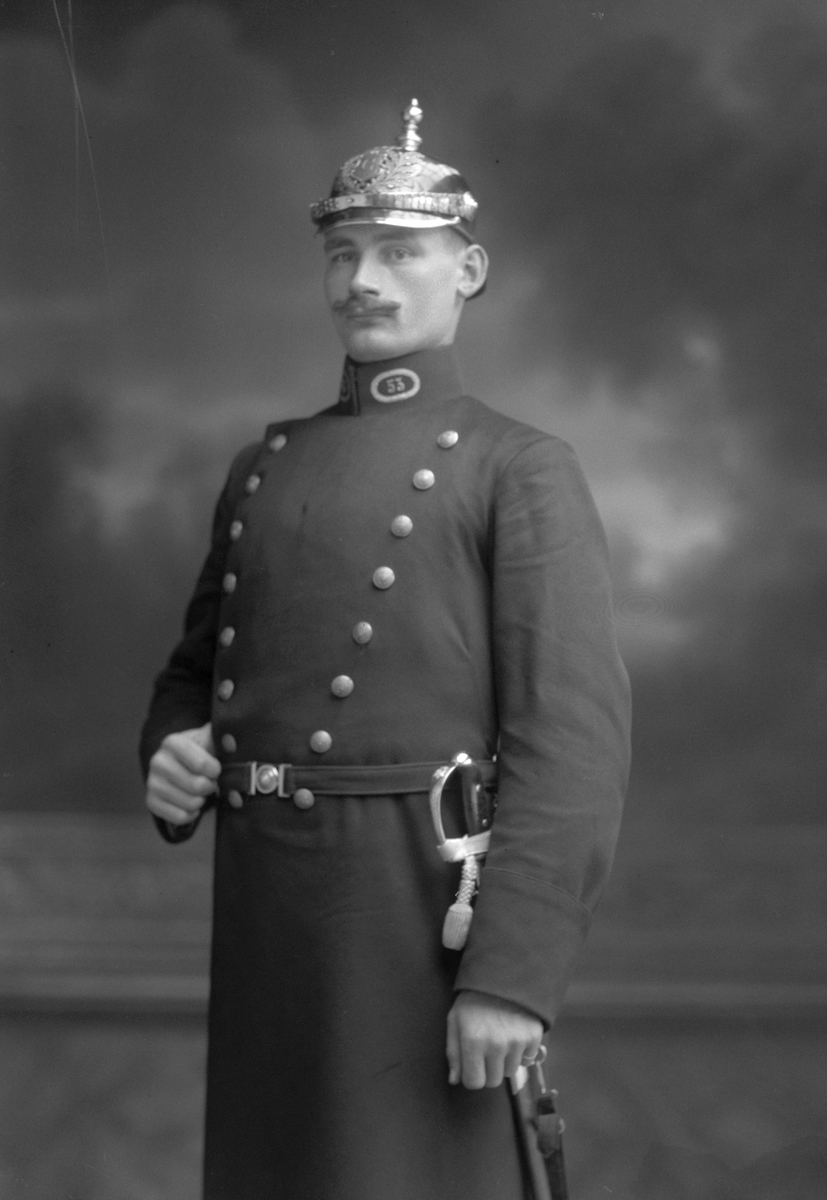
Poliskonstapel Karl Björkvist vid Gävle poliskår iklädd syrtut, pickelhuva samt sabel. Han var konstapel nummer 53 (1916).
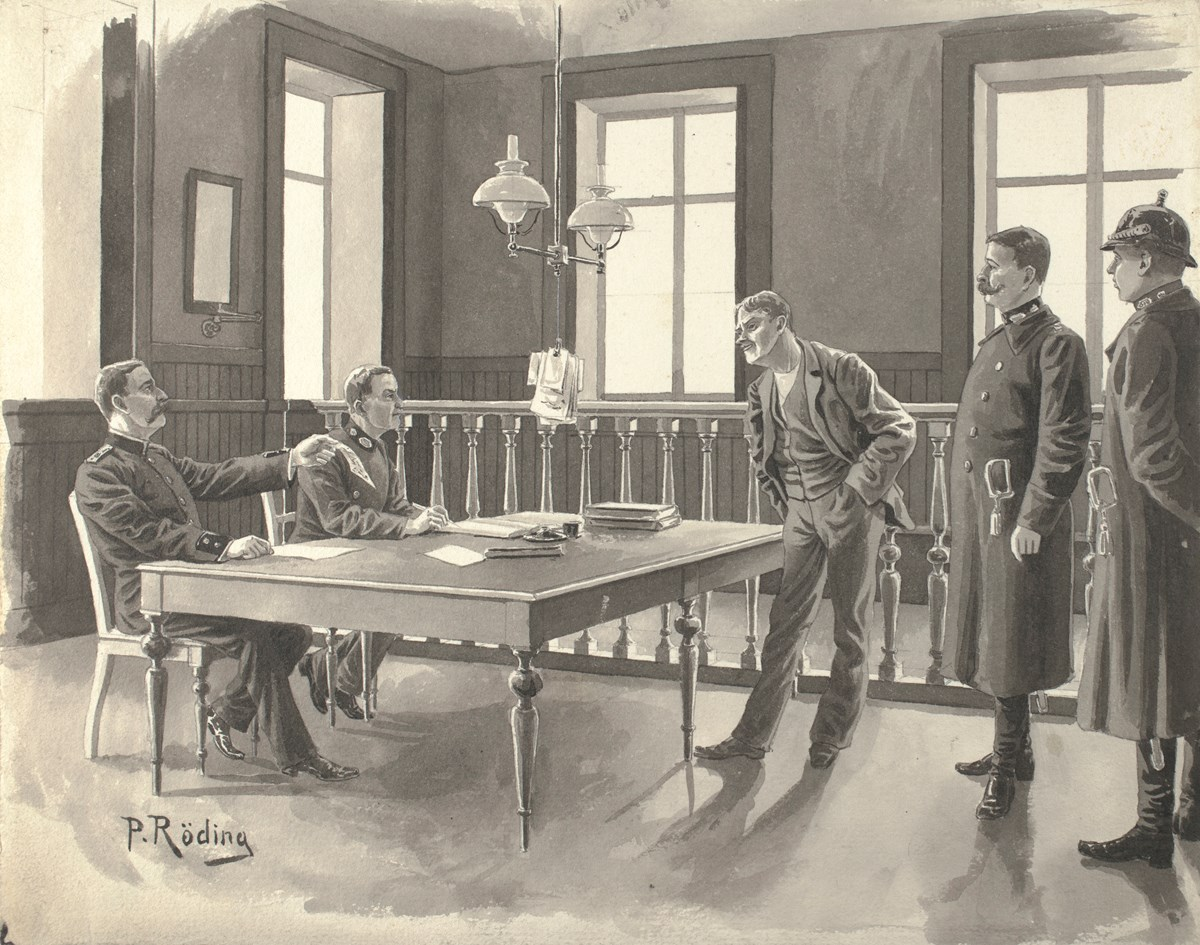
"På polisstationen", teckning från 1906 av Per Röding.
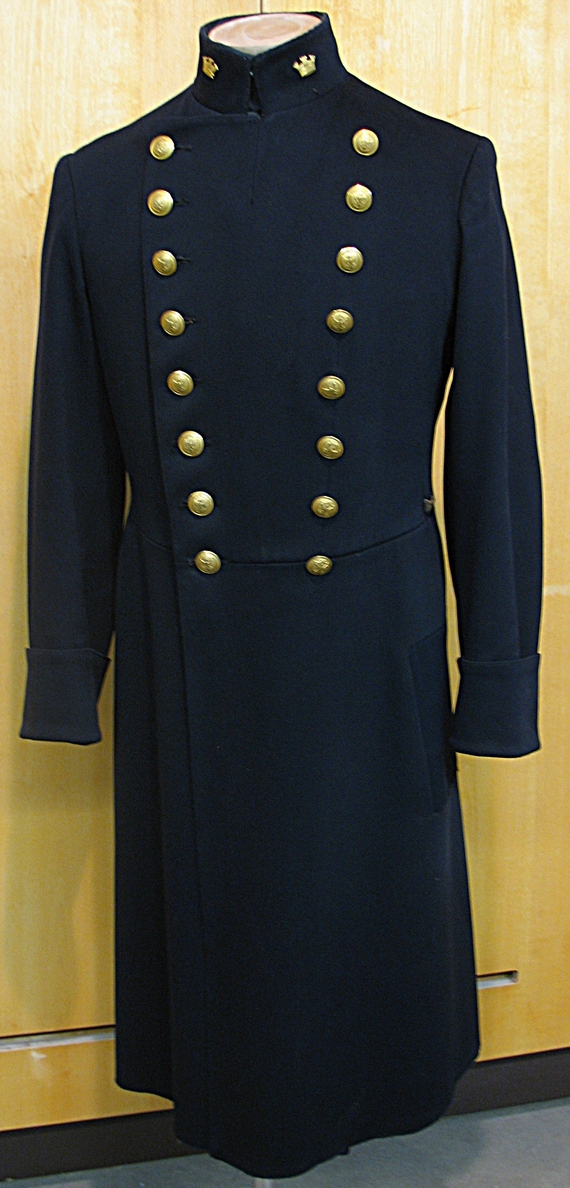
Svensk polissyrtut.
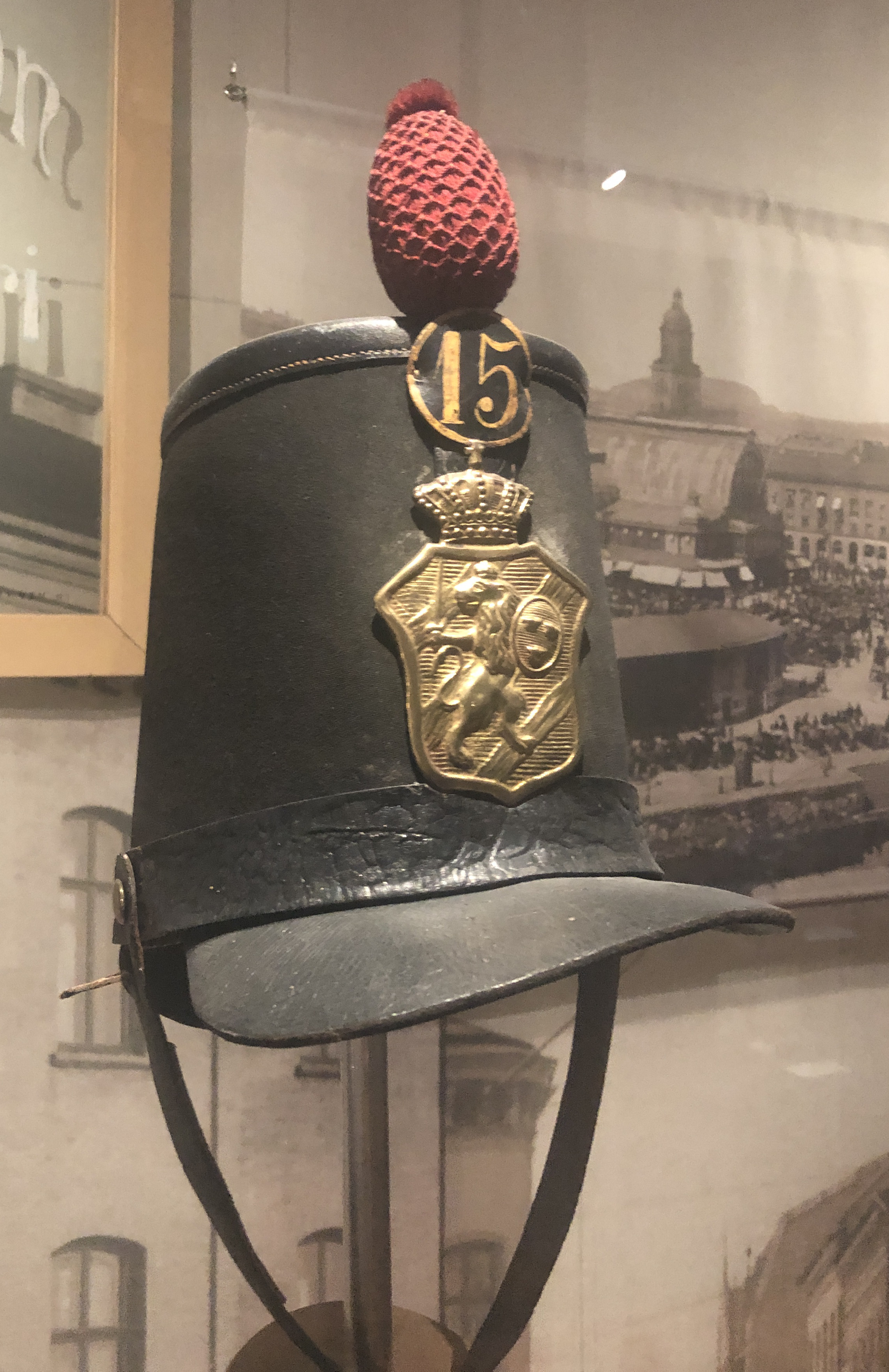
Läderkask för Göteborgspolisen, 1850-tal.
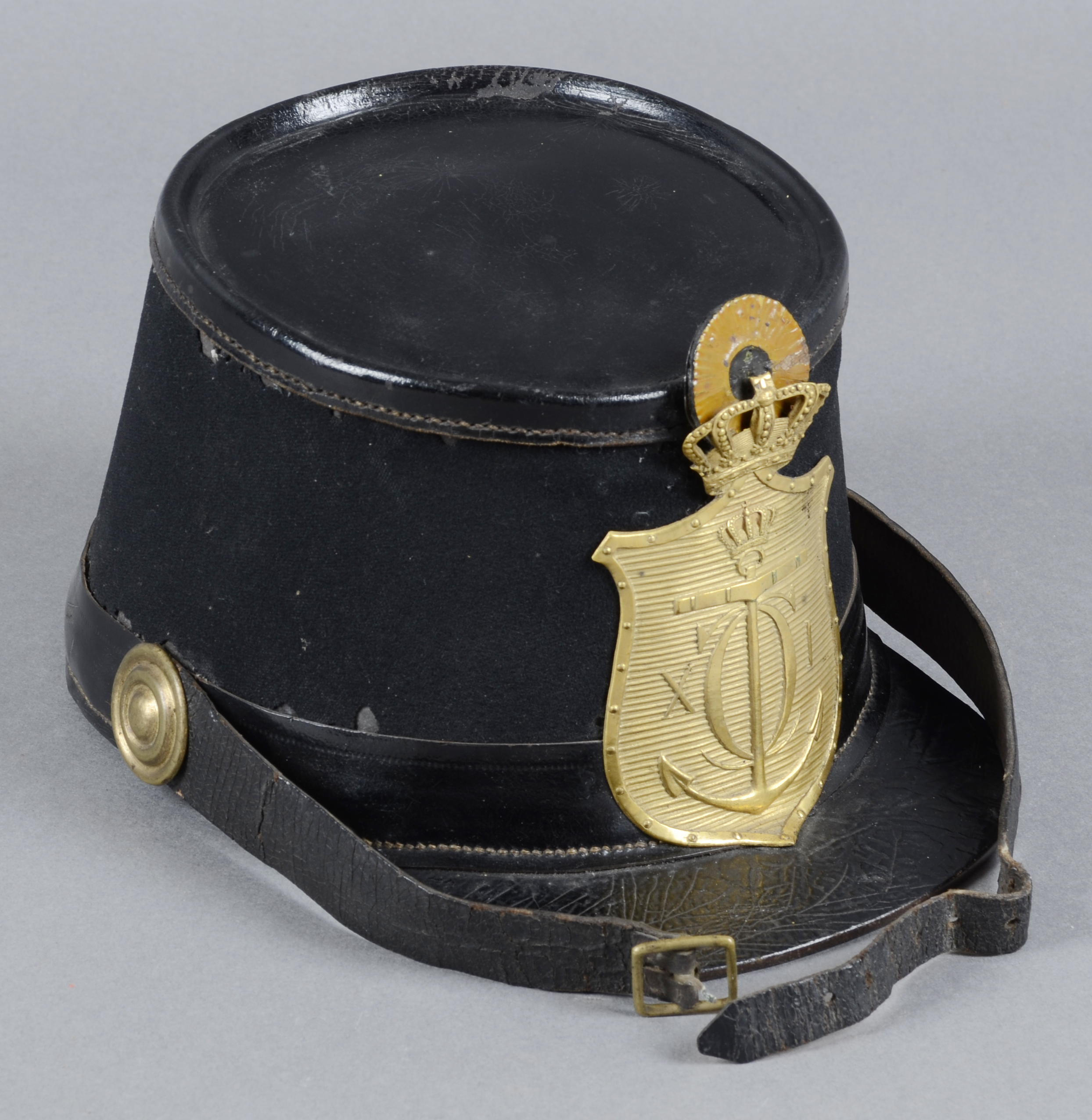
Polisens käppi modell 1855 för poliskåren i Karlskrona.
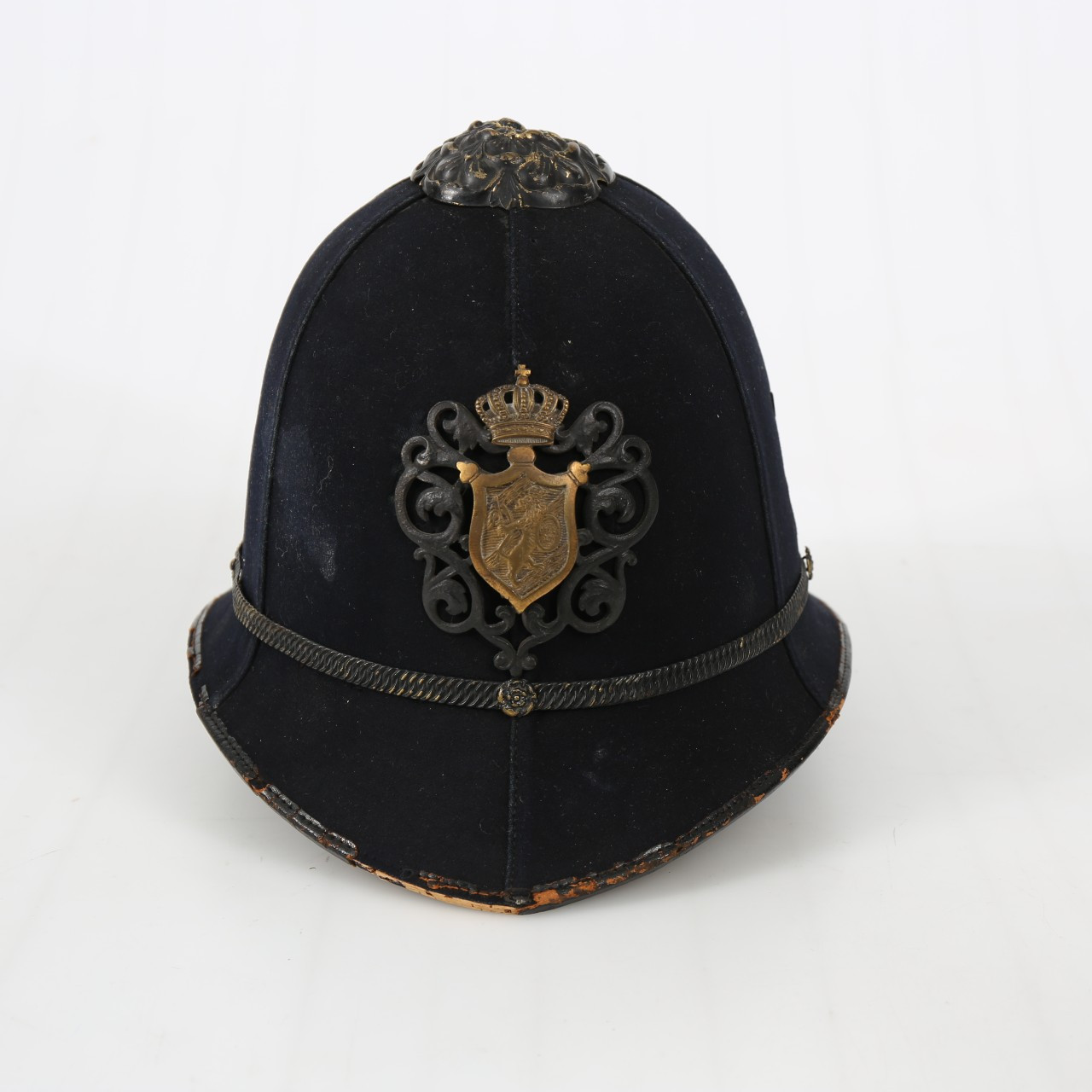
Polisen i Göteborg hade under 1880- och 1890-talen hjälmar av engelsk typ.
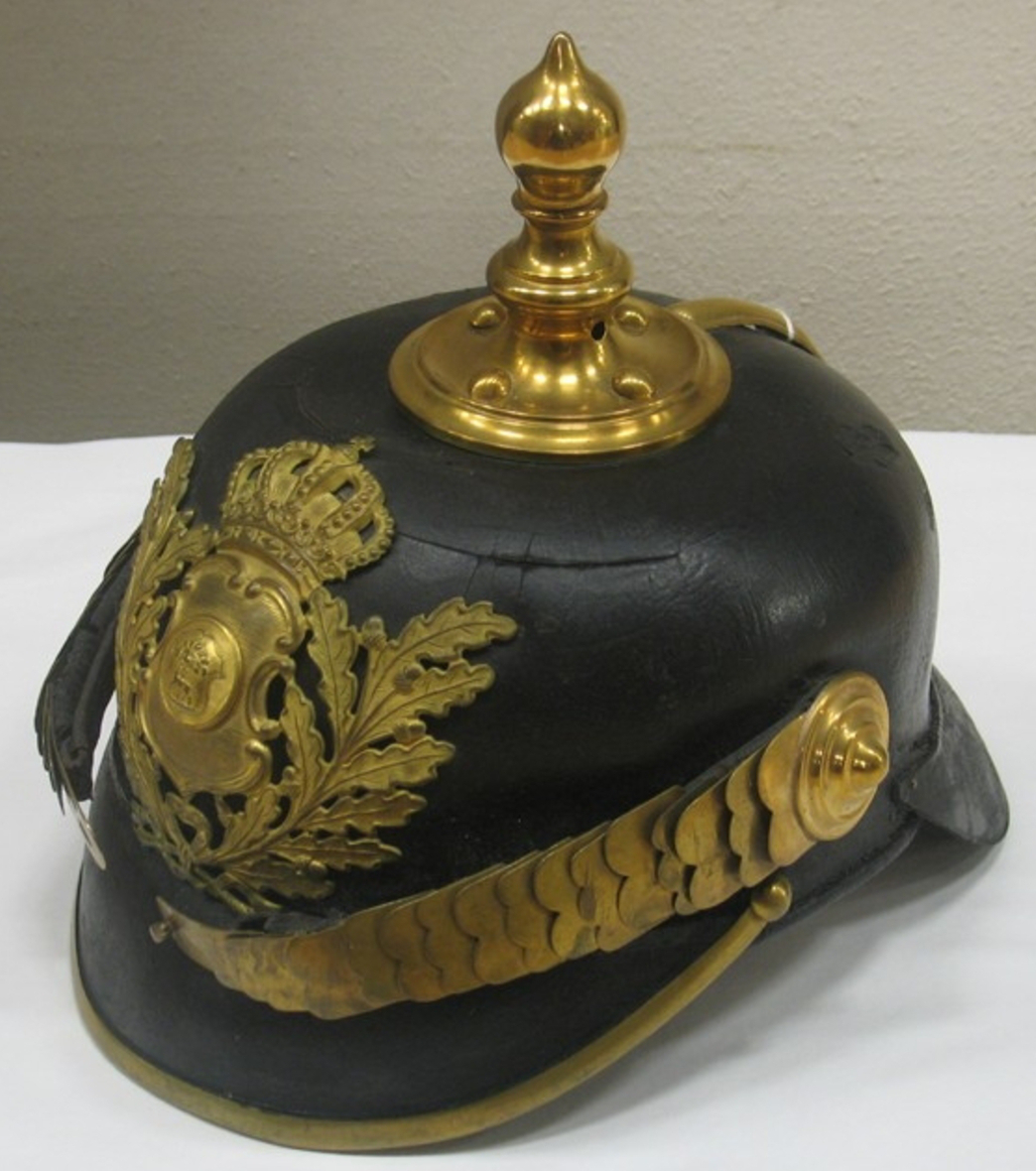
Poliskask modell 1887 för poliskåren i Alingsås.
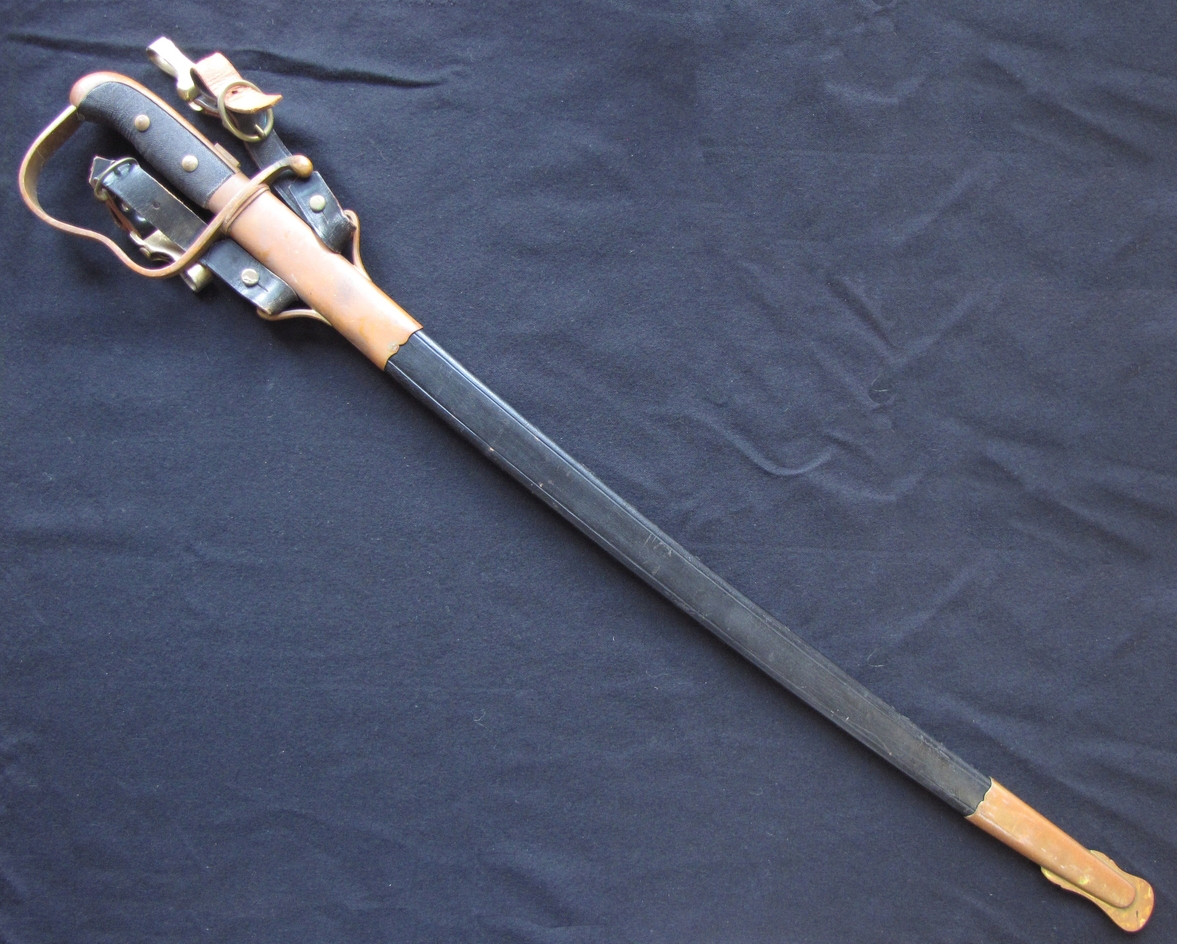
Svensk polissabel.
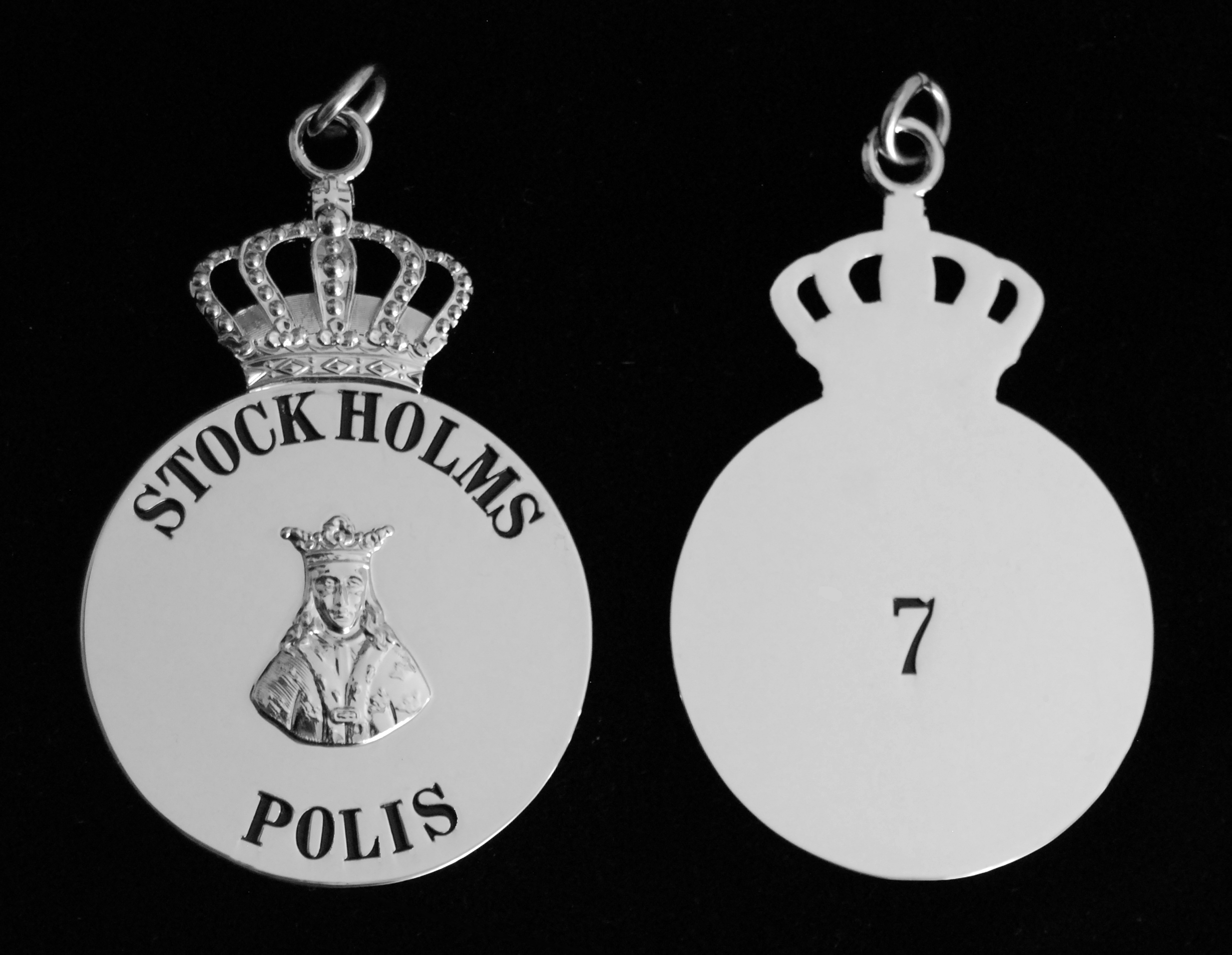
Polisbricka för Stockholmspolisen (1860).
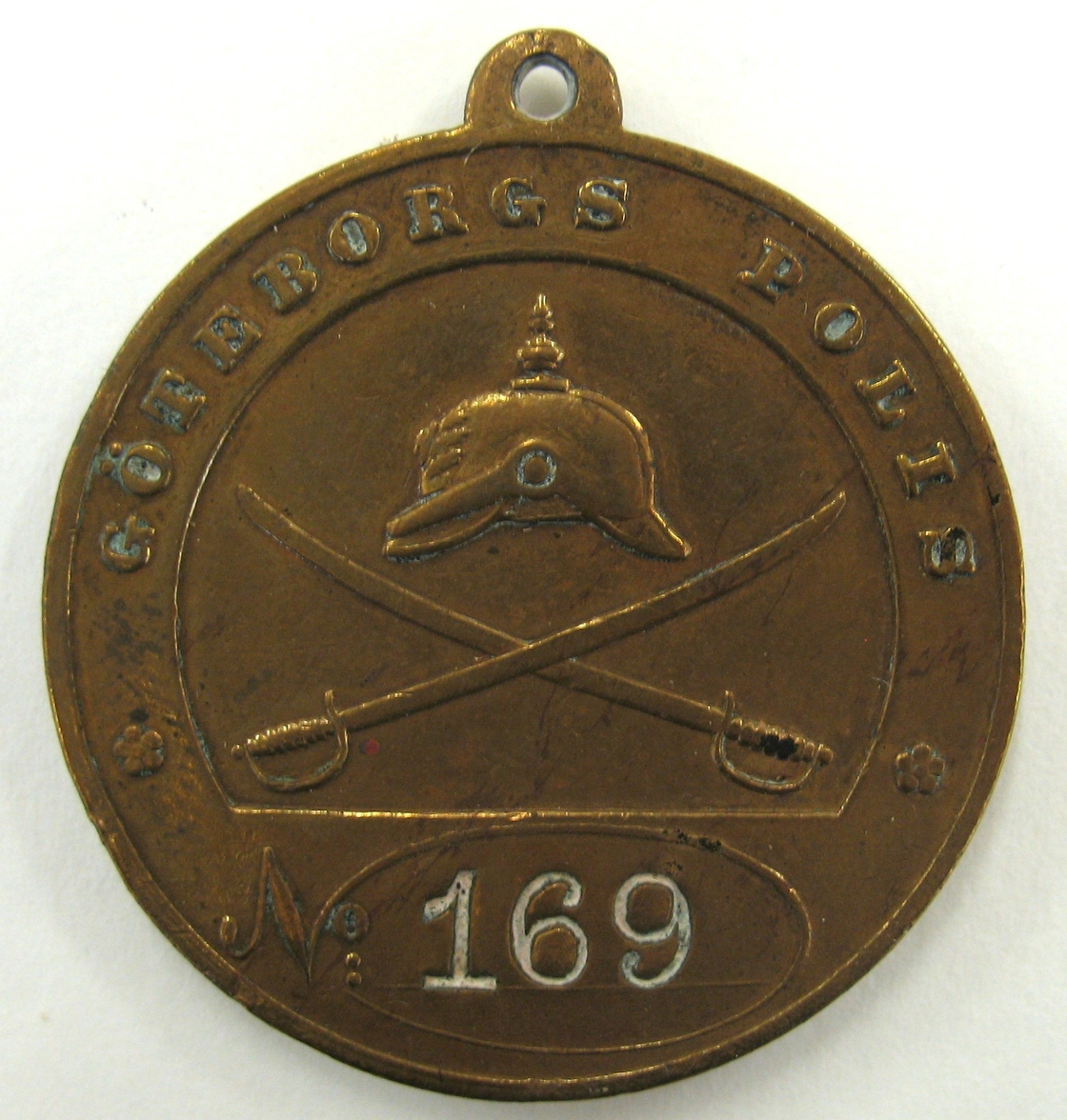
Polisbricka för Göteborgspolisen (1906).

### Landsbygdens polis
Landsbygdens polis bestod av länsmän som efter 1918 benämndes landsfiskal. Dessa förde befäl över ett antal fjärdingsmän.
Länsmän bar först ofta en tvåradig uniformsrock i mörkblått med knappar med länsvapnet. Den ersattes senare med en enradig  uniformsrock med hög krage. Huvudbonaden utgjordes av en bicorne med guldgalonering och förgyllt länsvapen. Länsman och landsfiskal bar som tjänstetecken värja.
Fjärdingsmännen som endast utförde polisiära uppgifter på deltid, och då bistod länsman, bar oftast civila kläder, men hade i sin tjänsteutövning en skärmmössa, som visade hans allmänna ställning.

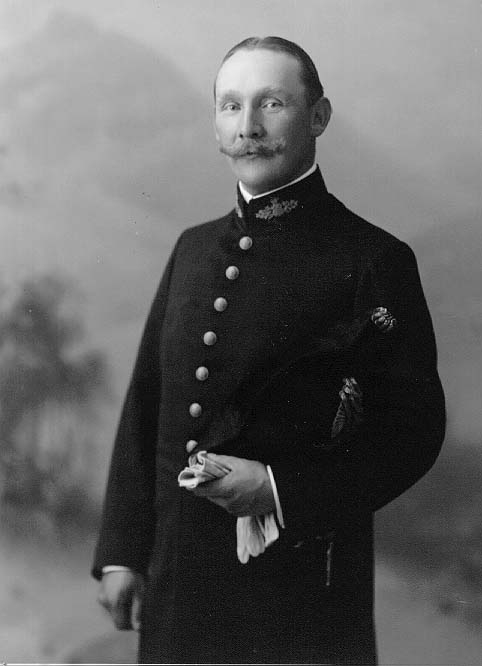
Landsfiskal Bror Carlson i uniform (1913).
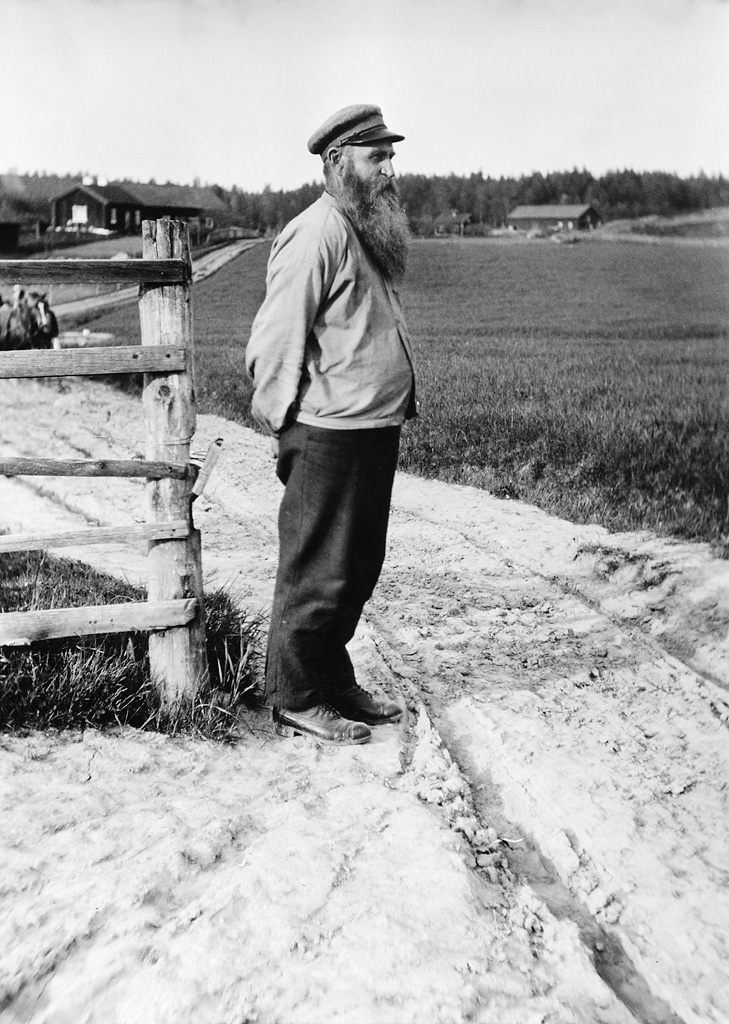
Fjärdingsmannen August Ländin i Kårsta fotograferad på 1930-talet av Einar Erici.
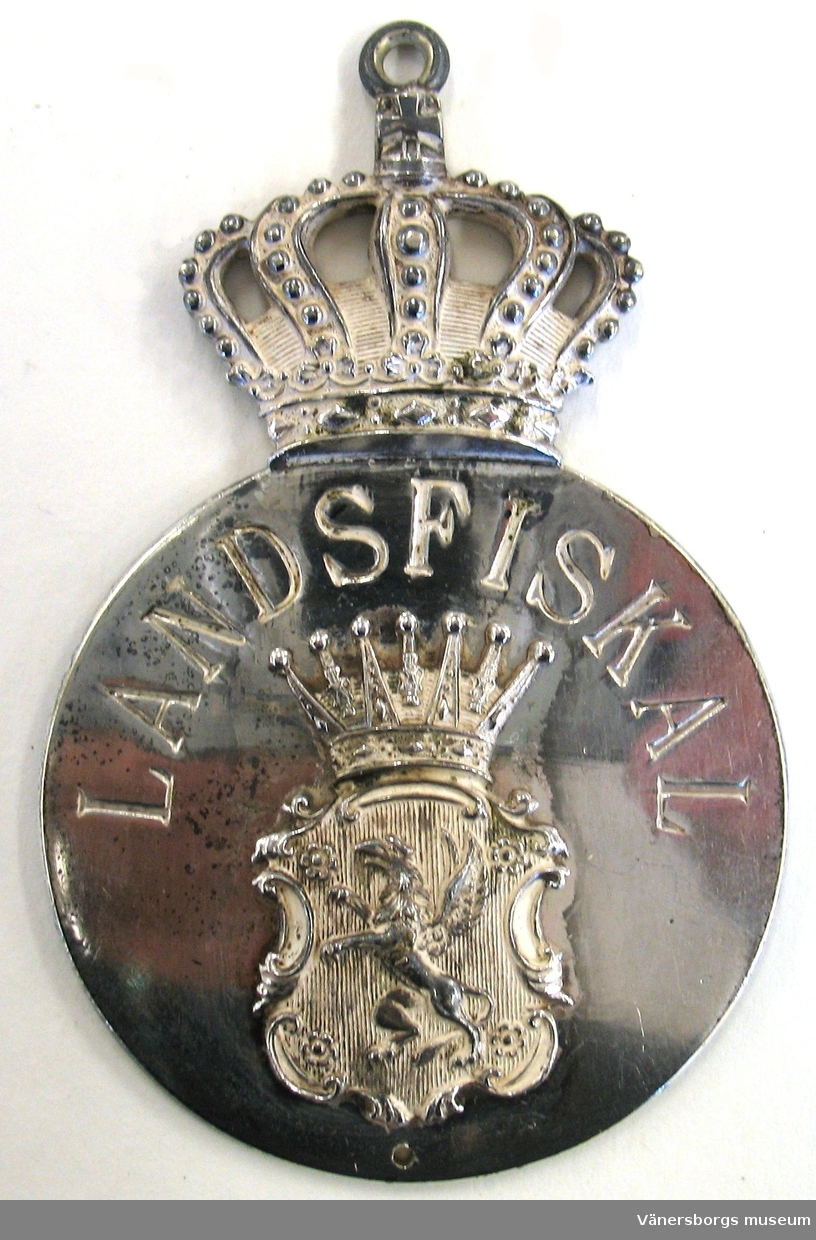
Landsfiskalsbricka från Södermanlands län, använd ca 1918-1926.
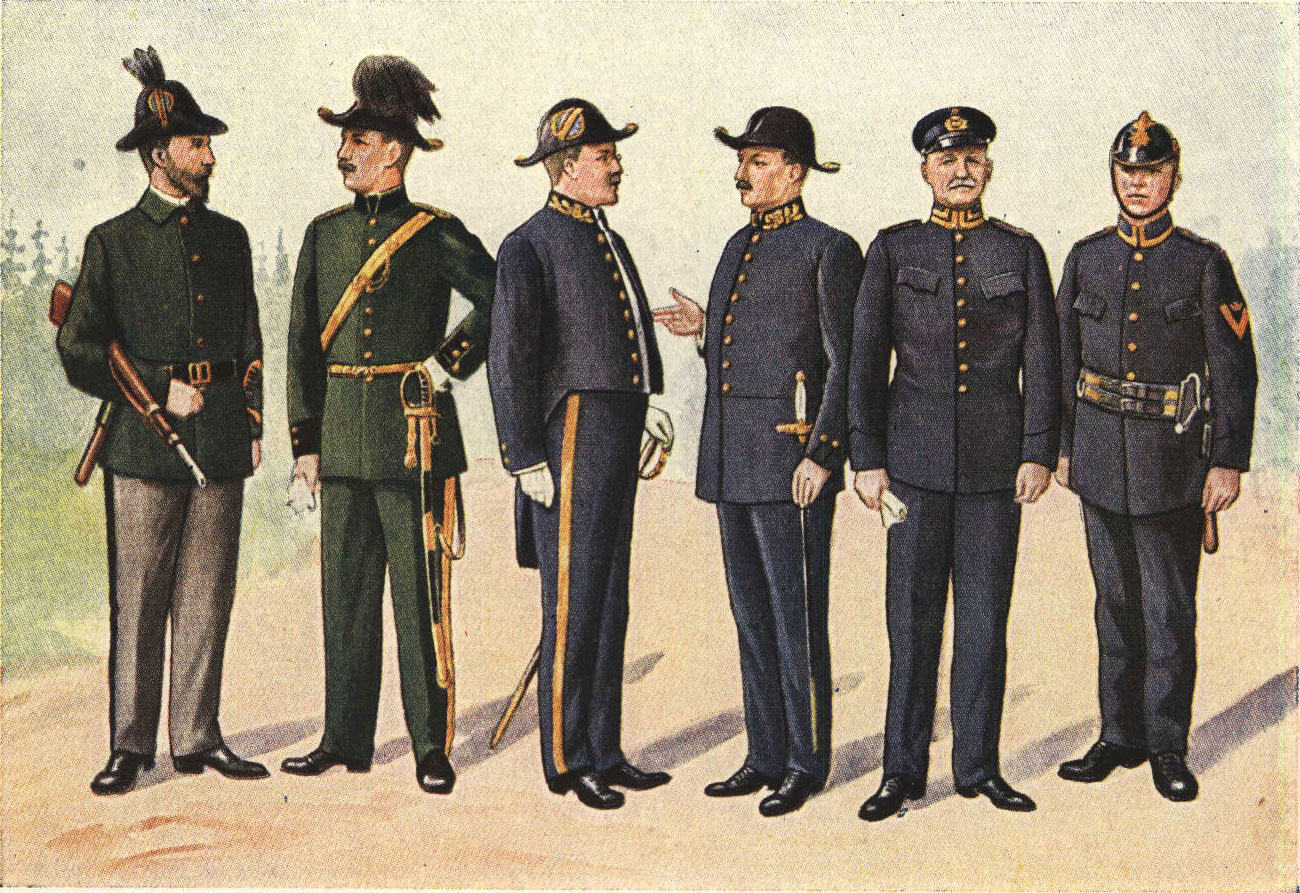
Den fjärde uniformen från vänster visar en landsfiskal i uniform (1920).

## 1926 års modell
1925 togs ett nytt beklädnadsregemente fram som införde en mer enhetlig uniformering för all polis i Sverige, både för stadens och landsbygdens poliser. Den började införas 1926 och uniformen bestod av långbyxor, samt en enkelradig uniformsjacka utan fickor. Uniformsjackans knappar var som innan förgyllda och med stadens eller länets vapen. Till detta bar man skärmmössa med det då nyframtagna Polisvapnet i guld som visade tre kronor. Skärmmössan bars på sommarhalvåret med vitt kapell och på vinterhalvåret mörkt. Beväpningen var fortsatt sabel, av samma modell som tidigare.
Uniformsrockens krage var hög så kallad ståndkrage och på den fanns en förgylld kunglig krona, befäl hade ofta guldgalon runt kragens krön. I tjänst bar polisen precis som innan vita handskar.

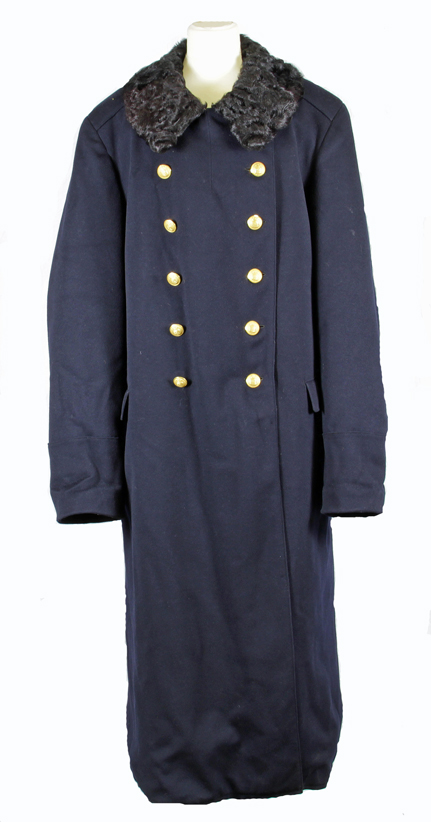
Rock för polisen med pälsbräm m/1926.
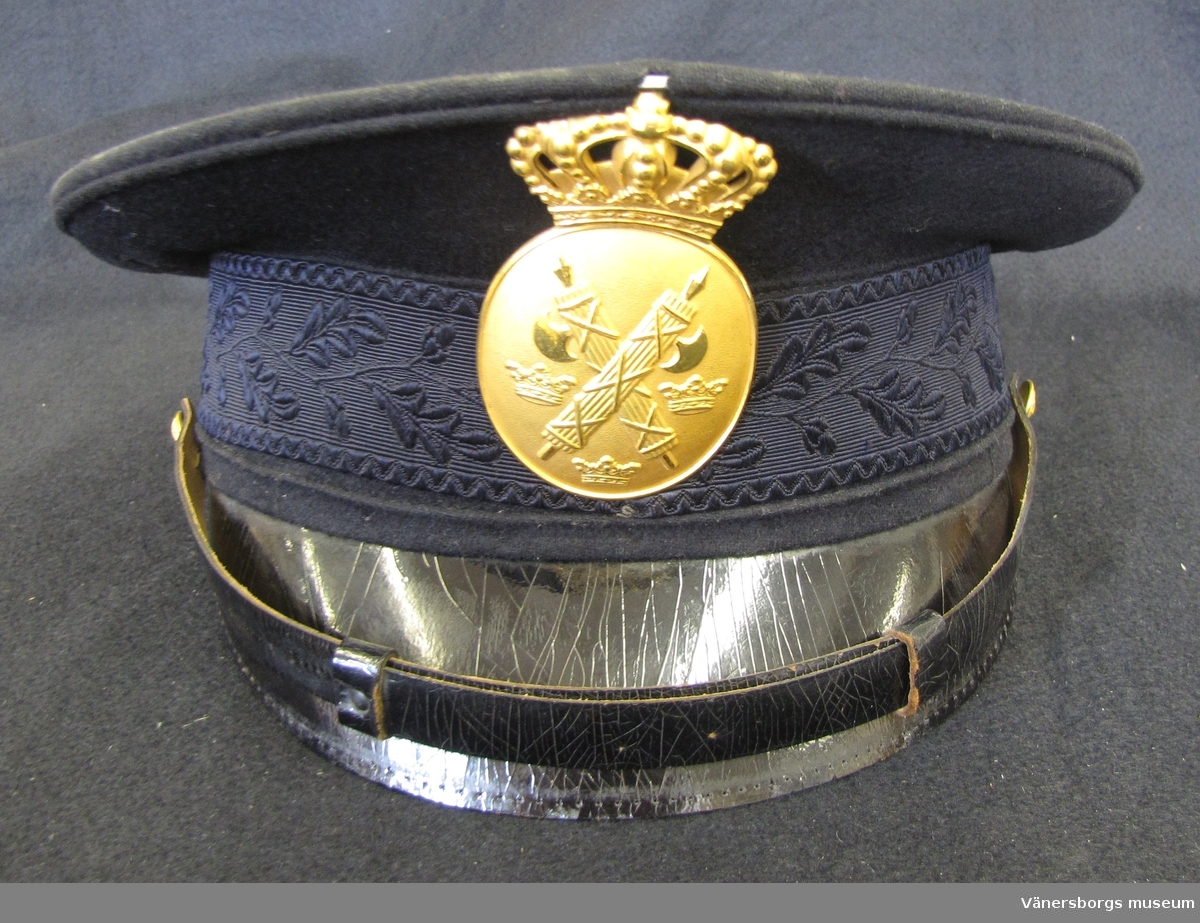
Skärmmössa för polisen enligt 1926 års modell.
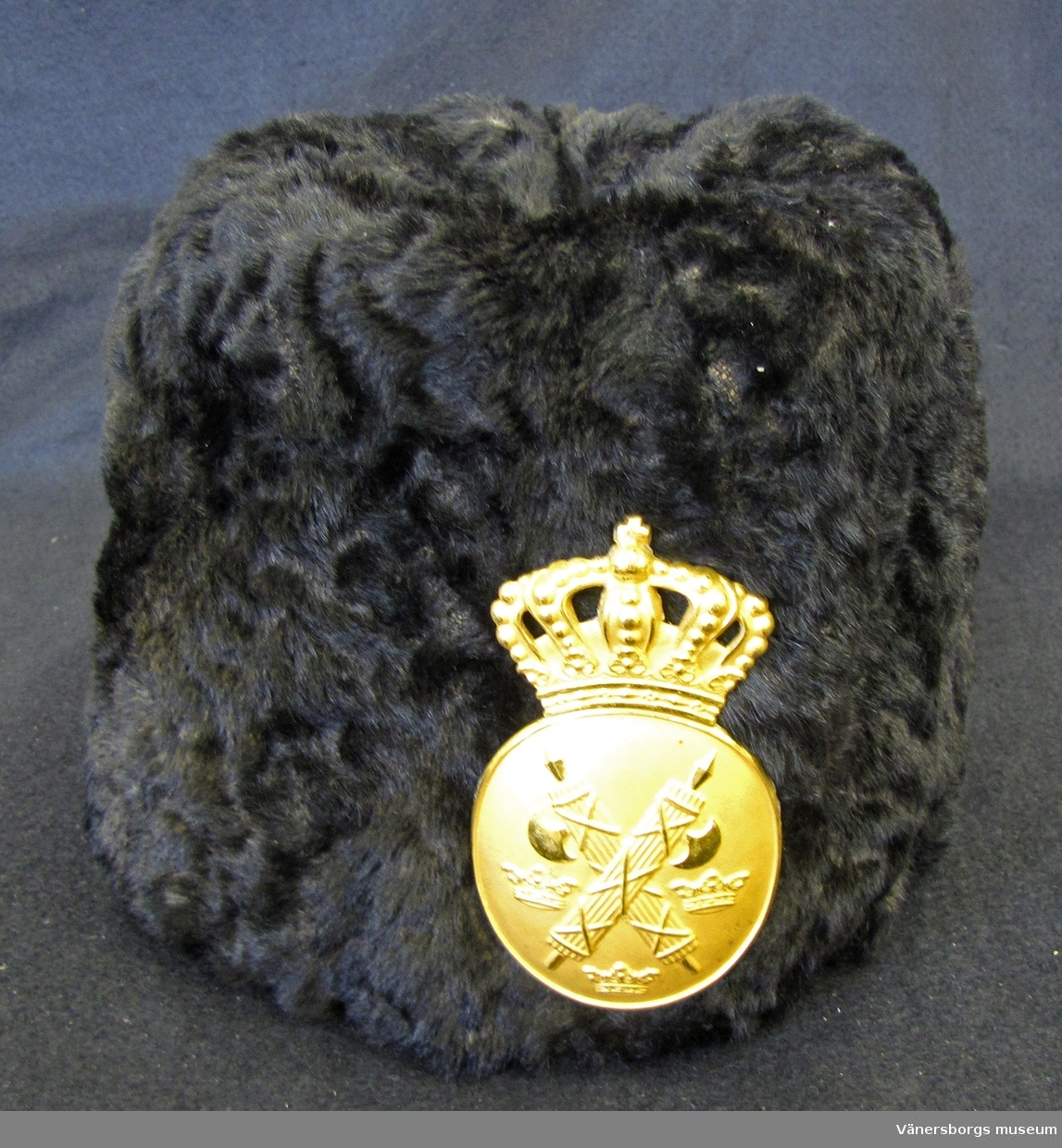
Polisens vintermössa i fårskinspäls.
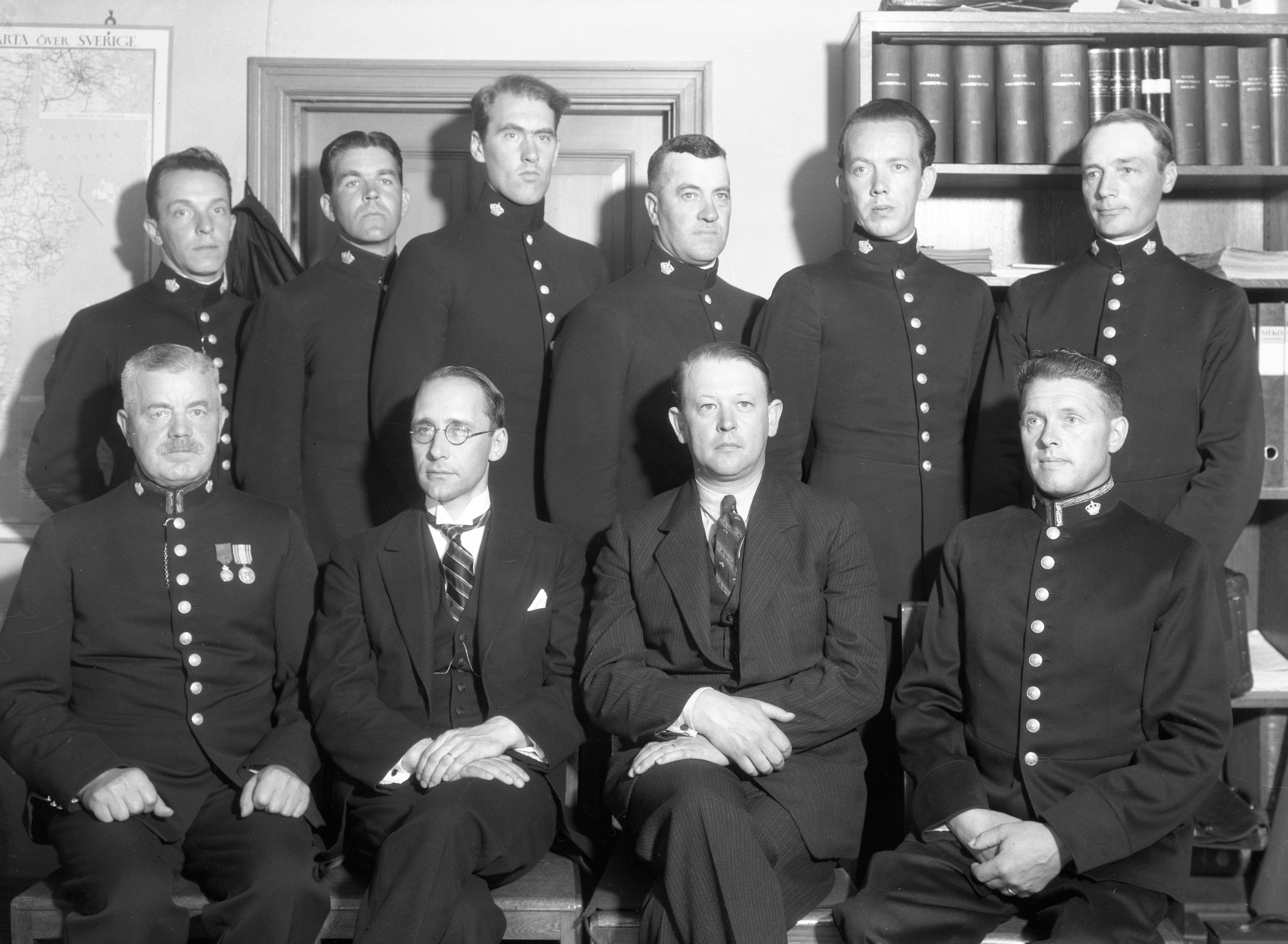
Poliser i 1926 års uniform (1936).

## 1941 års modell
Under slutet på 1930-talet hade diskussioner förts inom polisen att uniformen behövde moderniseras, vilket resulterade i 1941 års uniform. Den var en vidareutveckling av 1926 års uniform. Uniformsjackans ståndkrage blev lägre, fortsatt dock försedd med kunglig krona. Dock förekom även uniformer utan ståndkragen och jackan fick då ett mer kavajliknande utförande. Man införde även axelklaffar, främst för att hålla kopplet på plats. Fickor infördes på jackan, både sidfickor och bröstfickor. Samtliga knappar var fortsatt förgyllda och försedda med stadens eller länets vapen. Skärmmössan behölls från 1926. Till rocken bars långbyxor och lågskor. Beväpningen var fortsatt sabel, men sedan 1940 kunde polisen även bära pistol varför hölster samt koppel infördes. Vid kallare väder kunde överrock bäras, som fortsatt var dubbelknäppt.
På sommaren bar man vitt kapell på skärmmössan, och på vintern mörkt. Vid kallare väderlek kunde man även bära pälsmössa. I tjänst bar polisen precis som innan vita handskar. Eventuell gradbeteckning bars runt ärmens nedre del.

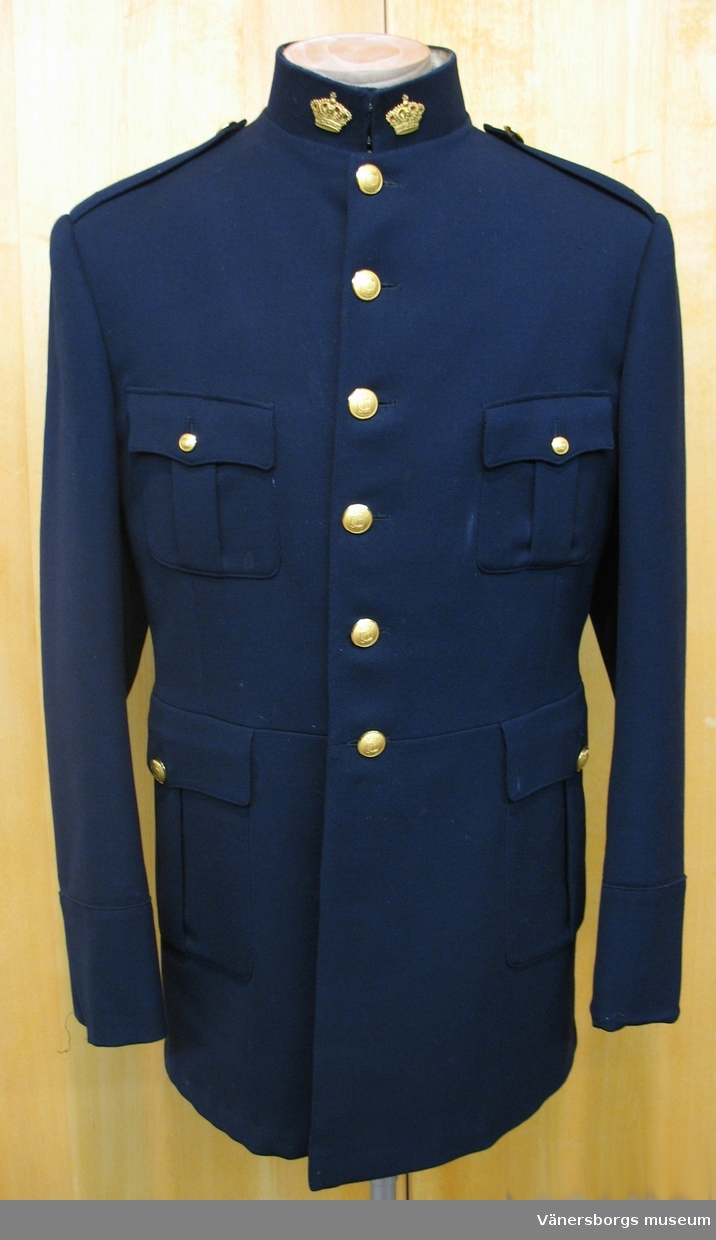
Uniformsjacka för polisen 1941 års modell, tidigt utförande med ståndkrage.
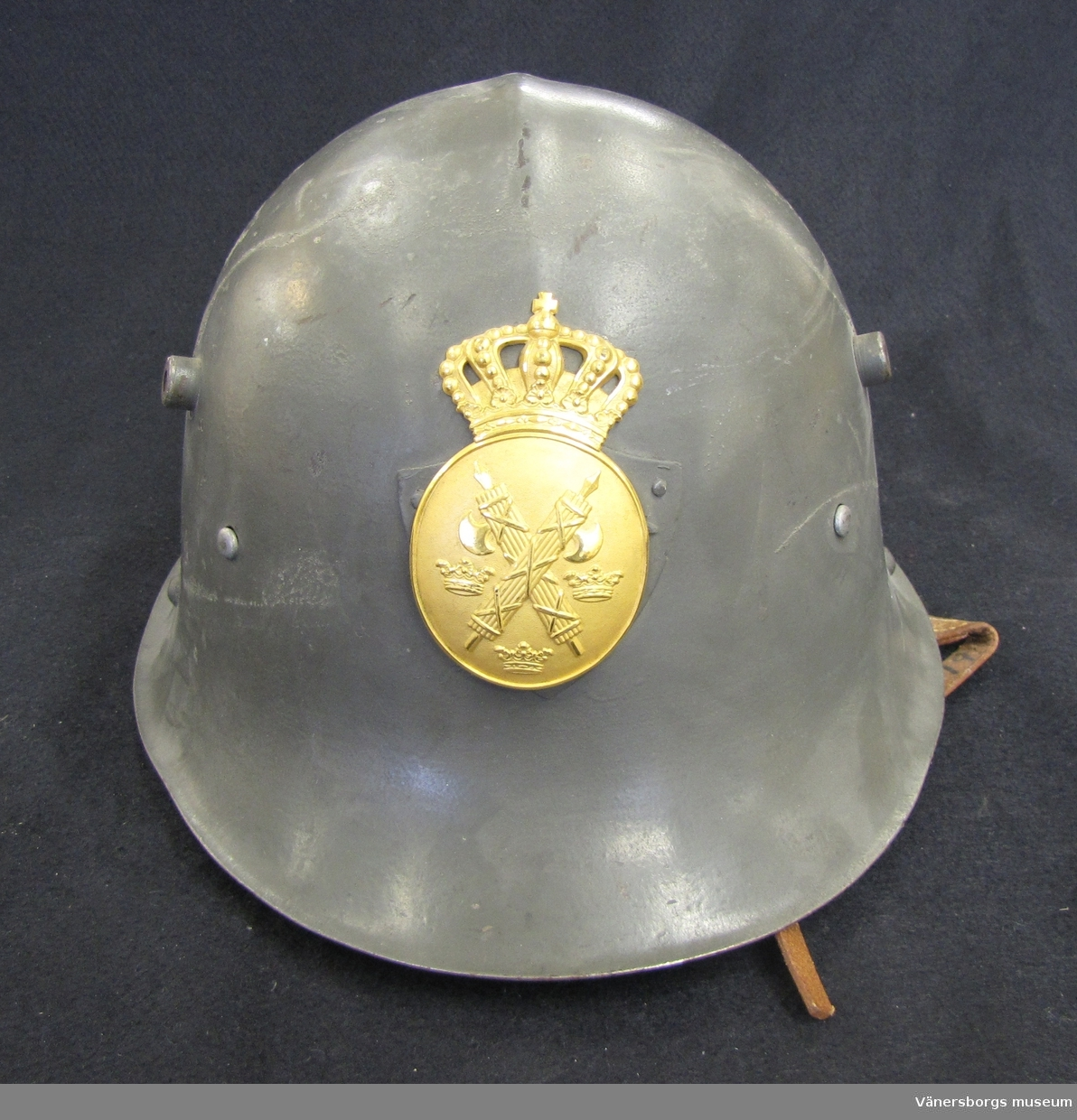
Polishjälm modell 1941.
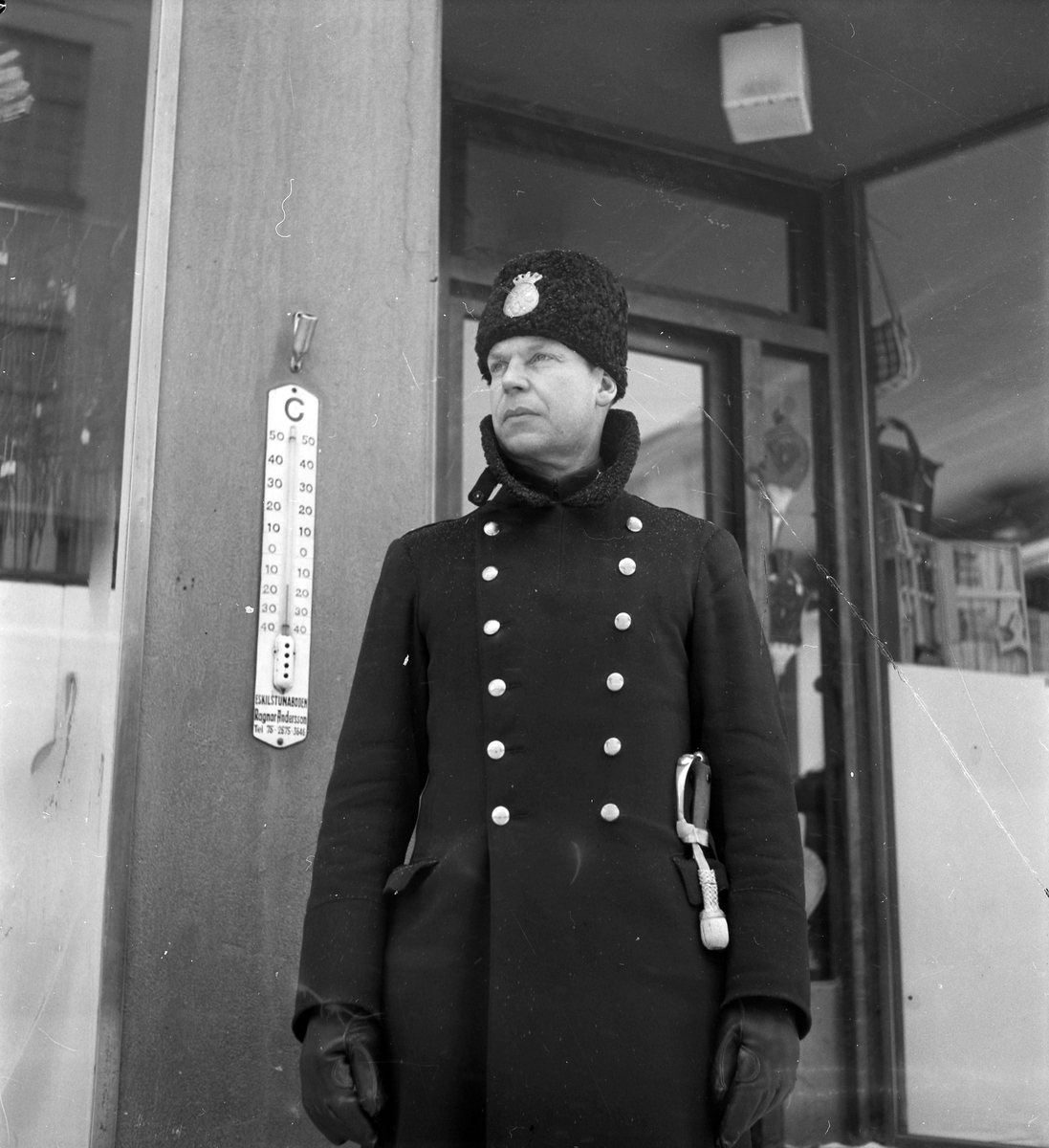
Konstapel Gustav Warnicke den 27 februari 1947. Iklädd överrock och pälsmössa.

## Järnvägspolisen (1939–1944)
Järnvägspolisen var en tillfällig poliskår som sattes upp under andra världskriget för att skydda den svenska järnvägen. Dessa poliser bar tjänstepistol och polisbricka, men i övrigt SJ-uniform.

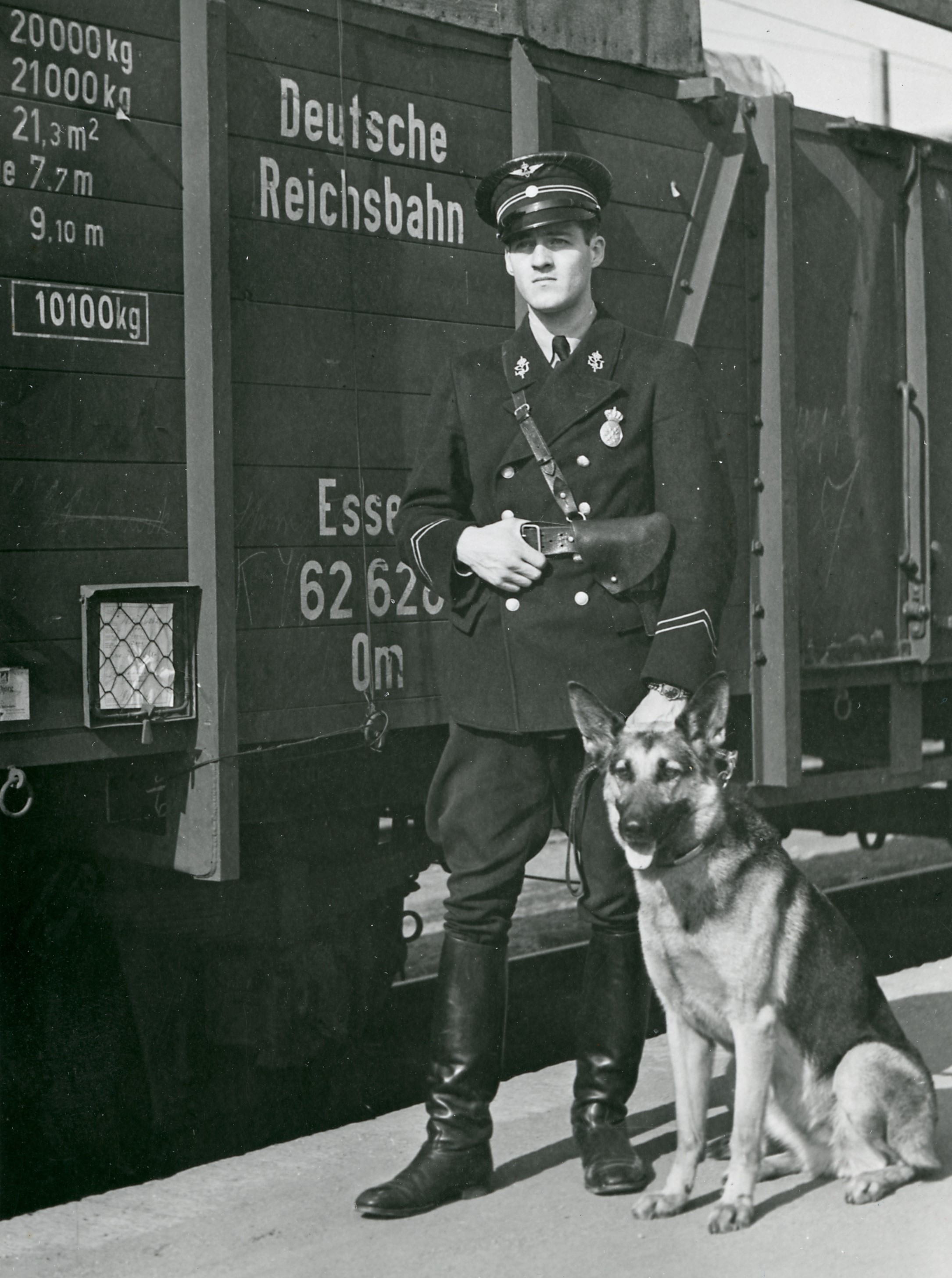
Svensk järnvägspolis med schäferhund framför godsvagn ingående i tyskt militärtåg på Östersunds centralstation. (1942).

## 1954 års modell
1954 kom nästa stora förändring och nu frångick man 1926 års utseende. Den nya uniformsjackan blev mer likt en knäppt kavaj och polisen bar under denna vit skjorta och svart slips. Bröst och sidfickor behölls från 1941 års uniform. Till detta bar man långbyxor och lågskor samt det svarta koppel som införts 1940, med pistol och/eller sabel. Skärmössan ändrades också, och polisen fick nu ett nytt emblem. Som innan anlade man vitt kapell på sommaren och mörkt på vintern. Man lade även till möjlighet för polis att bära båtmössa med det nya polisemblemet. I tjänst bar polisen precis som innan vita handskar.
En annan ändring var att knapparna i uniformen nu blev enhetliga över hela riket, då dessa enbart visade lilla riksvapnets tre kronor, och inte som förr stadsvapen eller länsvapen.

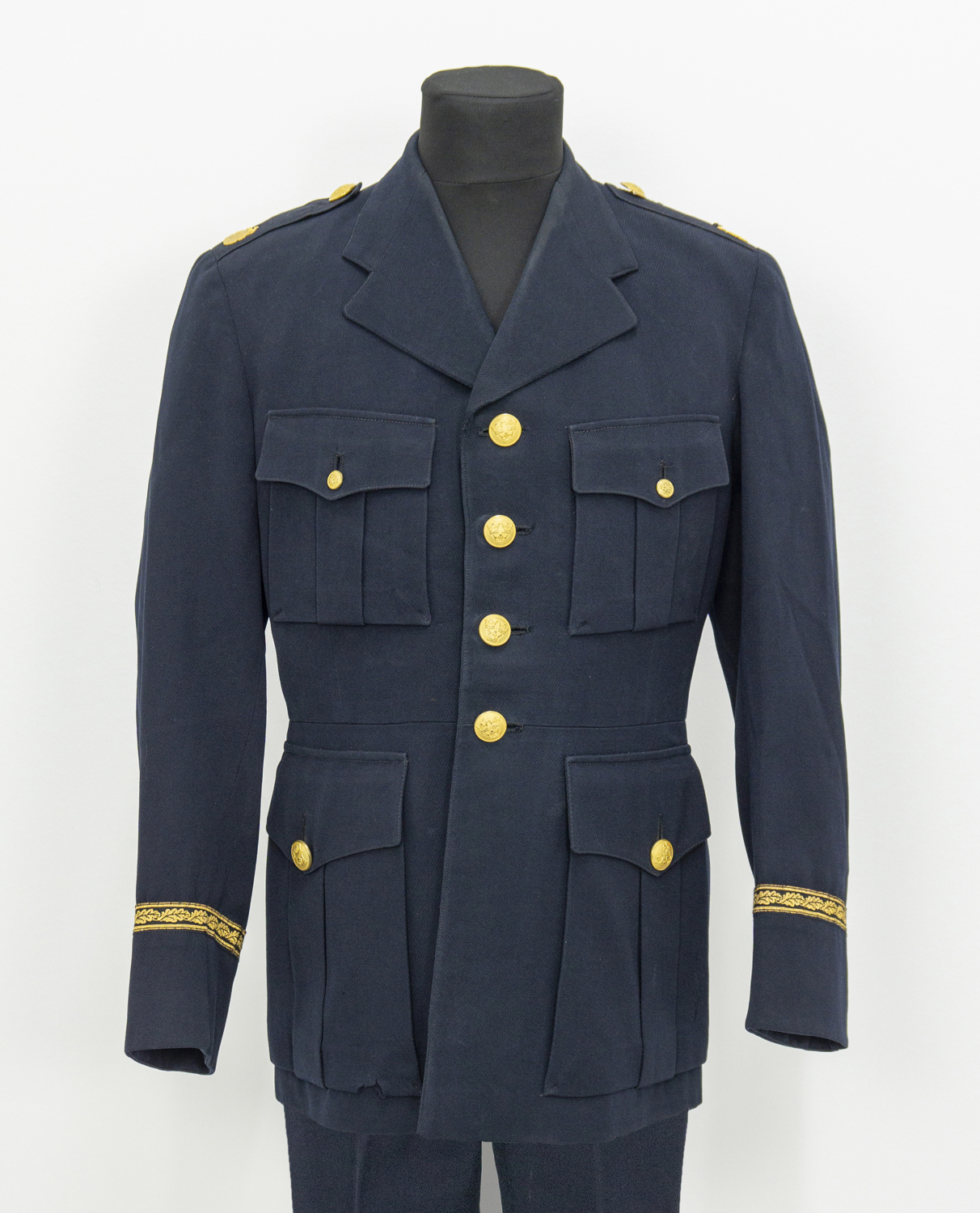
Uniformsjacka med byxor av modell 1954, med axelklaffar samt gradbeteckning för en polisinspektör.
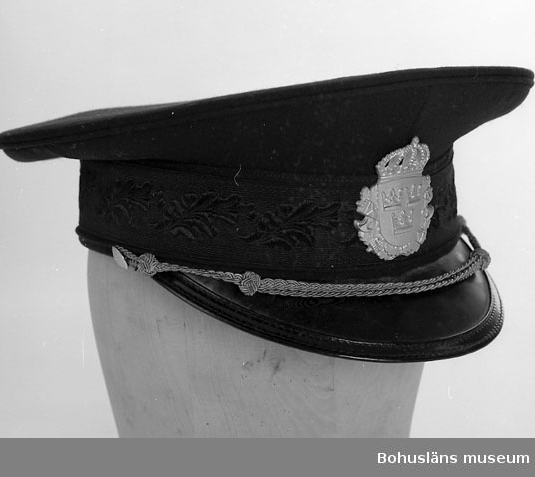
Polisens skärmmössa m/1954 med det nya polisemblemet, med mörkt kapell för vinter.
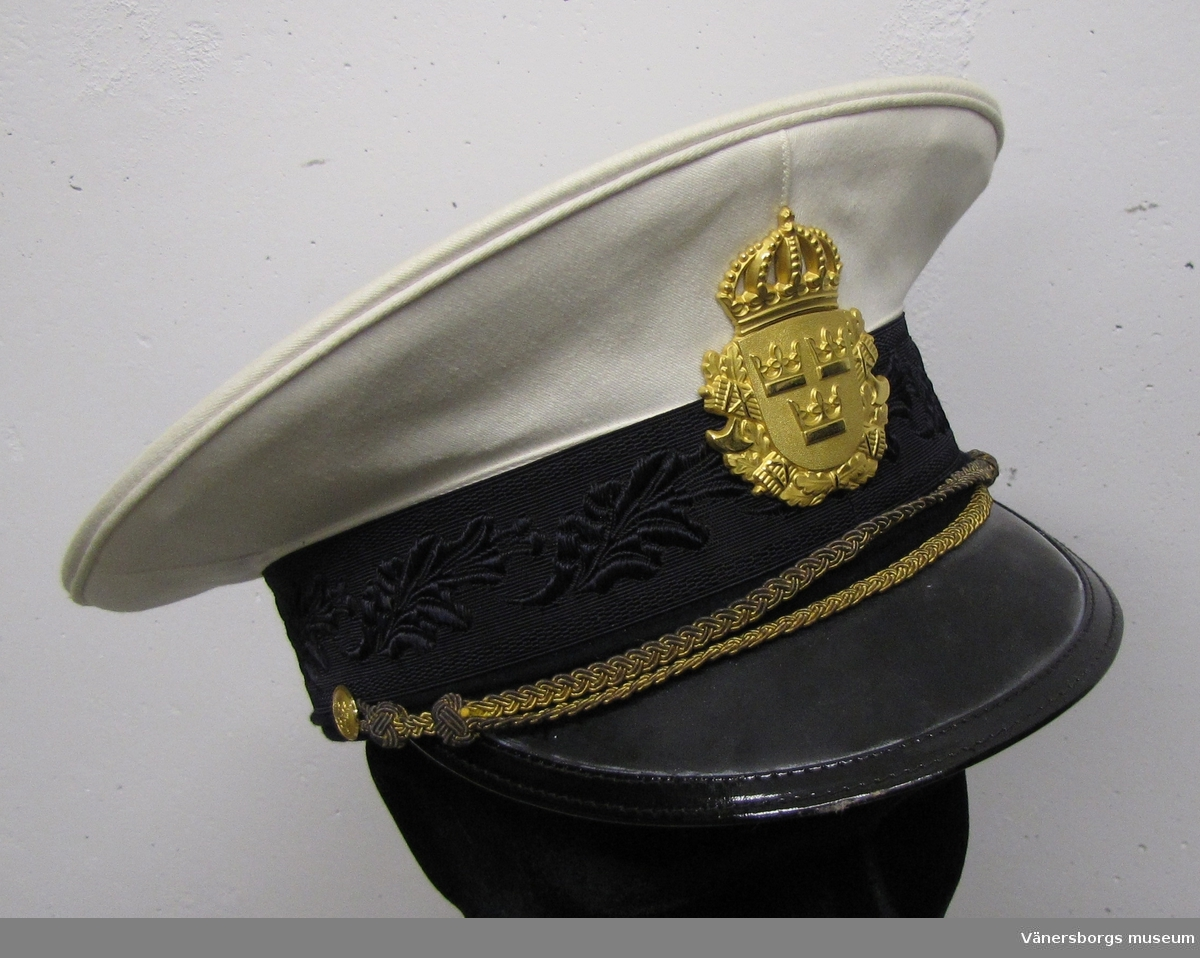
Polisens skärmmössa m/1954, med vitt kapell för sommar.
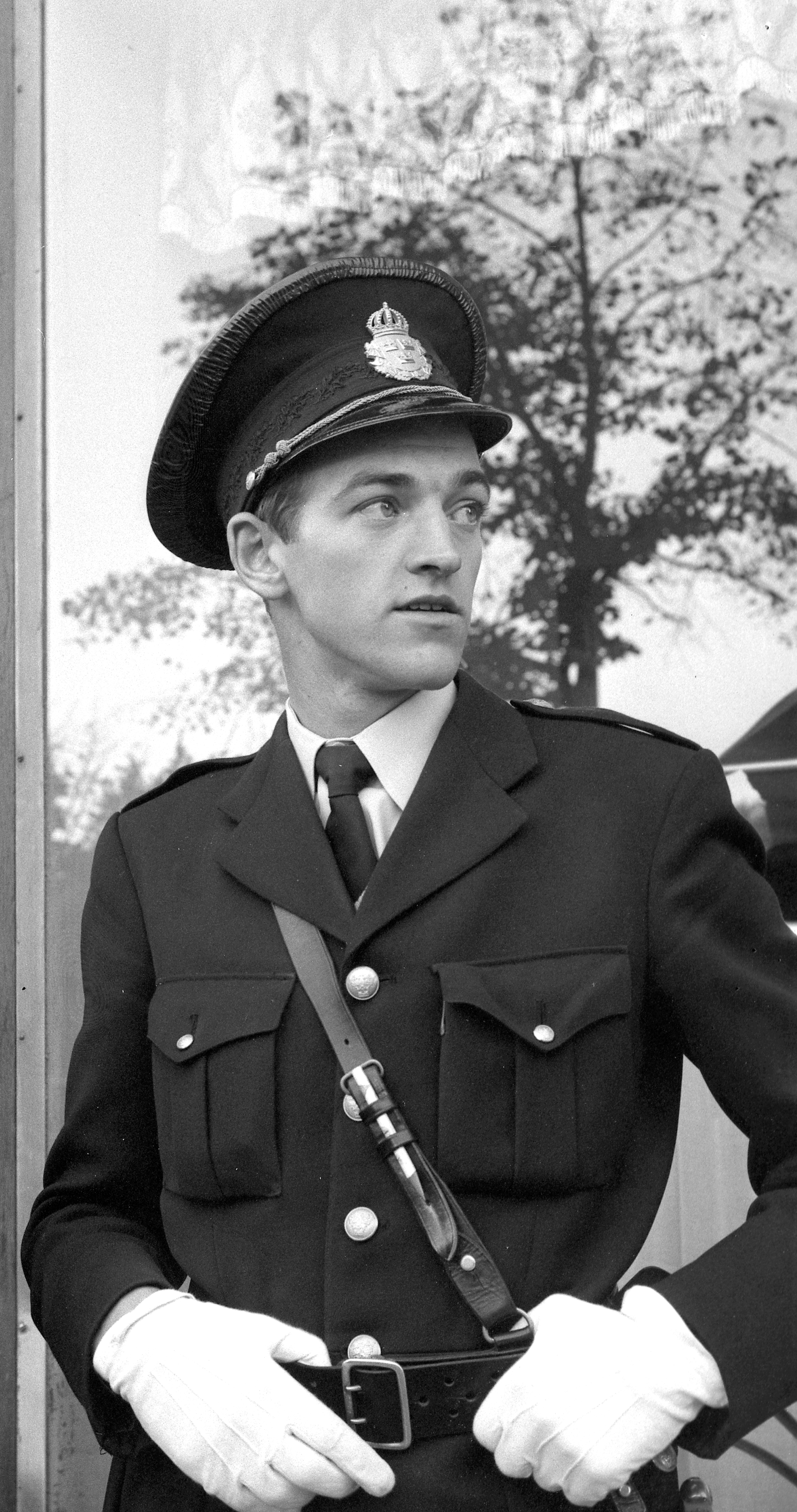
Svensk polisman 1955 iförd uniform m/1954.
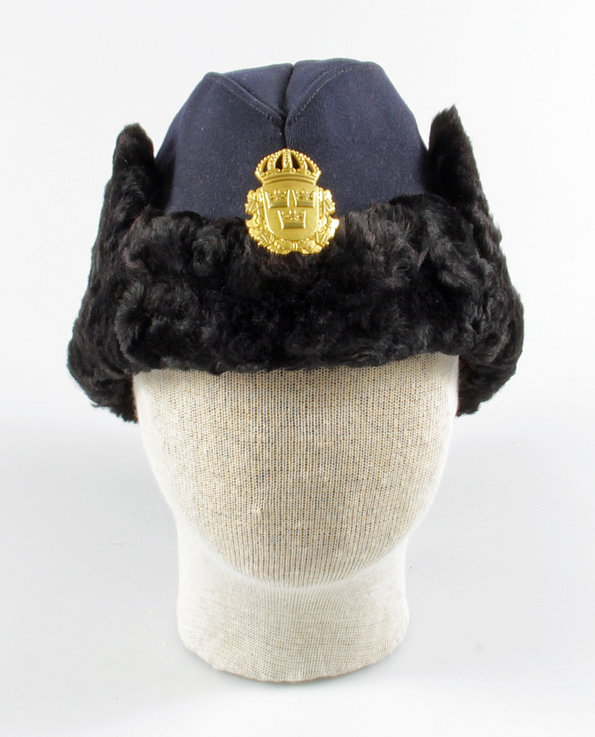
Polisens pälsmössa m/1954.
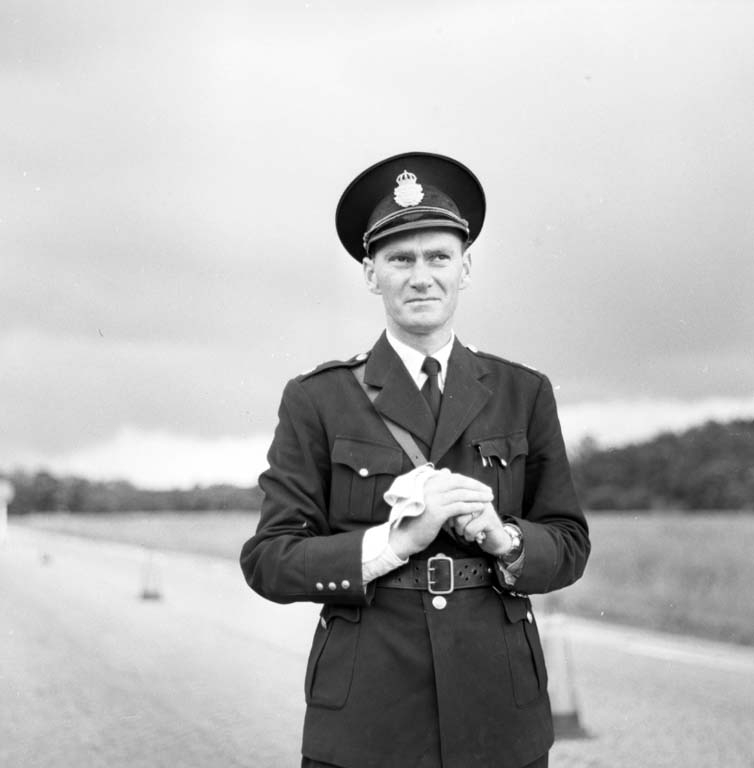
Svensk polisman iklädd uniform m/1954, den 28 juni 1960.
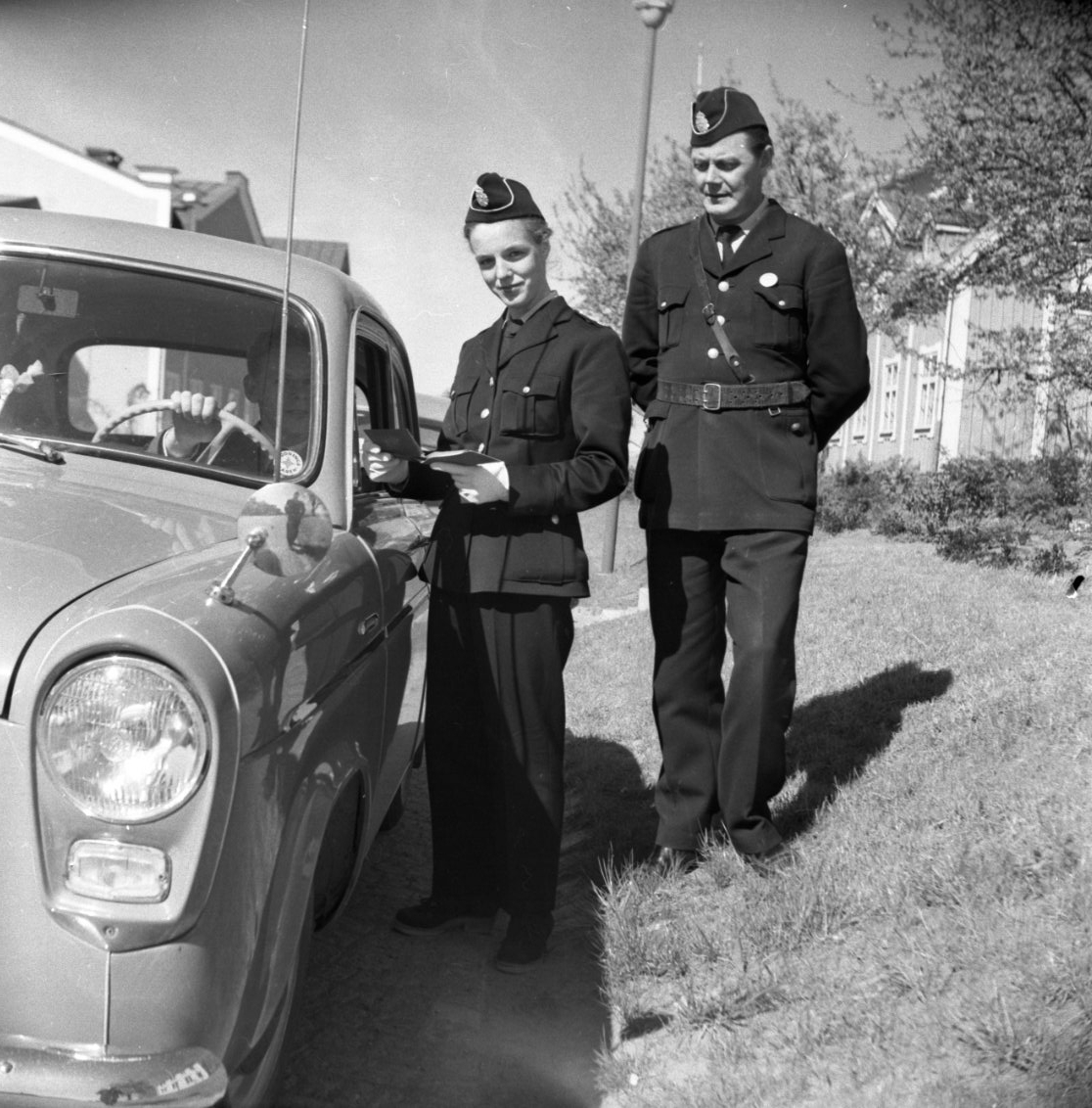
Kvinnlig och manlig polis 1957 i uniform, och bärandes båtmössa.

## Ändringar 1965
Den svenska polisen förstatligades efter beslut av Riksdagen 1964, vilket infördes 1965. Detta ledde till beslutet att sabeln upphörde som vapen, och istället införde man som standardutrustning; batong, handfängsel, pistol med snodd i hölster samt koppel. Dock byttes det svarta kopplet ut mot ett vitt med reflexer.
I övrigt såg själva jackan i mångt och mycket ut som 1954, mer än att den i sitt snitt följde modet.

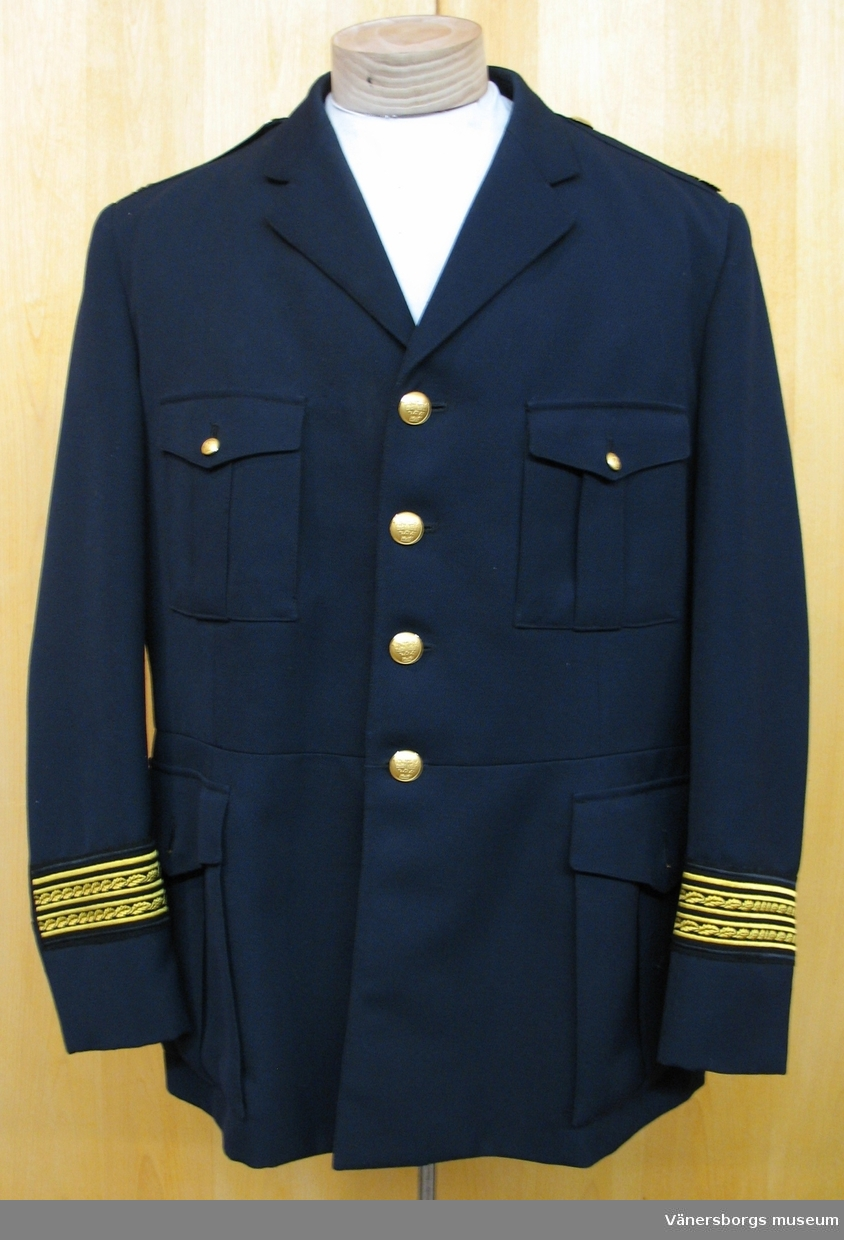
Polisuniform för en poliskommissarie från 1960-talet.
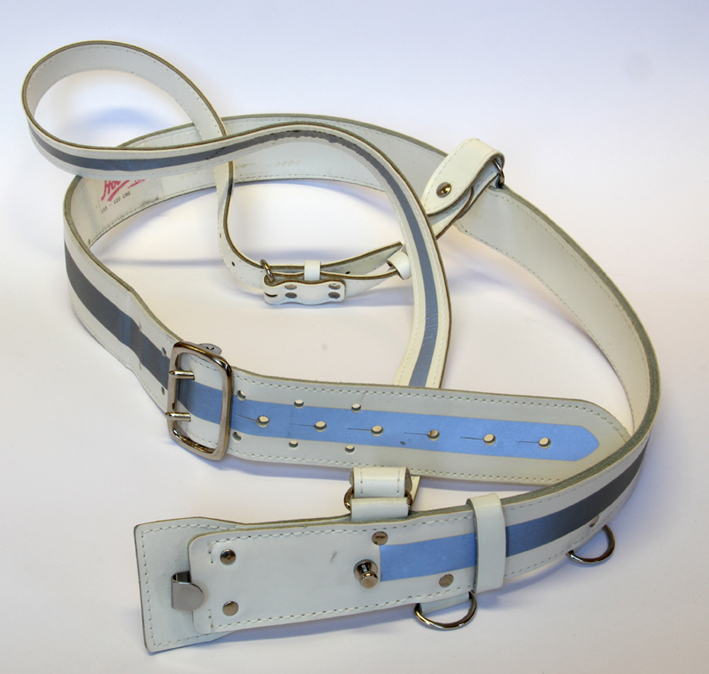
Poliskopplet i vitt med reflexer som infördes 1965.
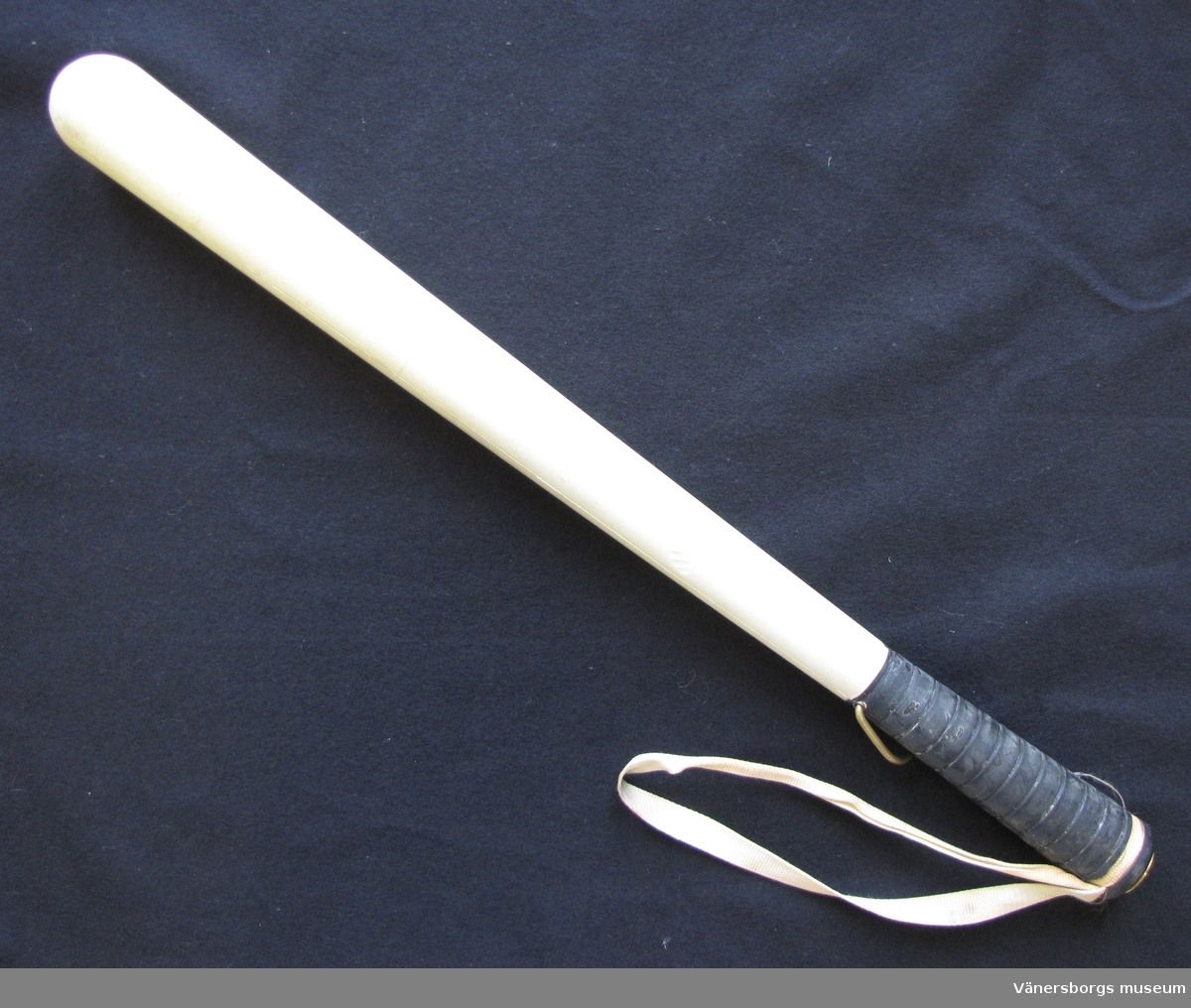
Batongen i vitt som infördes inom hela poliskåren 1965.

## 1974 års modell
En utveckling av modell 1954 började tas fram under början på 1970-talet. Den kom officiellt att kallas för m/1974 och var kanske den sista av ett mer traditionellt snitt, även om flera uniformspersedlar togs fram som var mer anpassade för polisens verksamhet. Man införde även ett nytt emblem som var en utveckling av emblemet från 1954, där skölden nu fick en blå bakgrund. Dessutom togs nya broderade emblem fram som sattes på uniformens ärmar direkt under axelpartiet, som klart identifierade bäraren som polis.

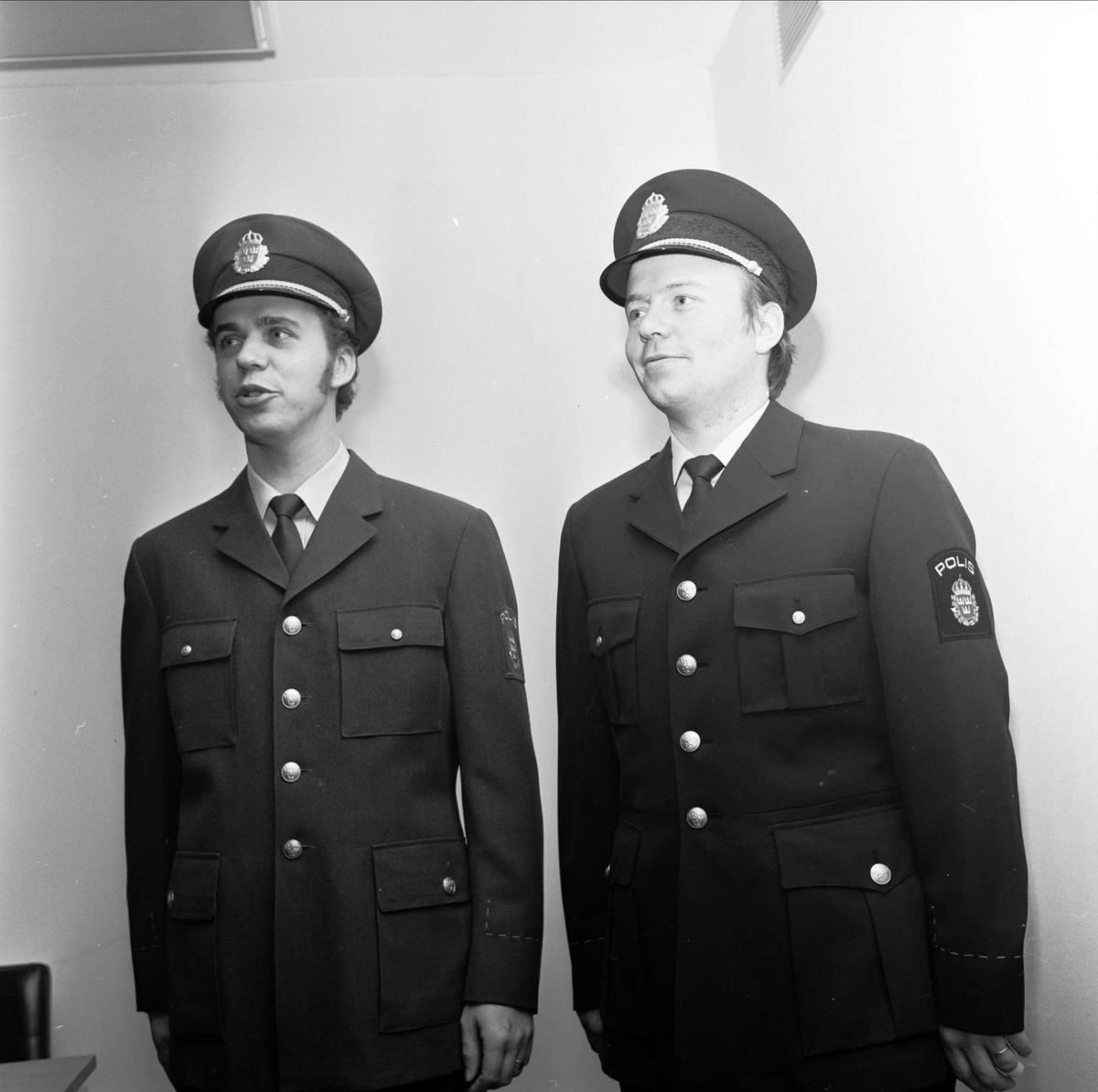
Tierpspolisen testar den nya uniformen i december 1972.
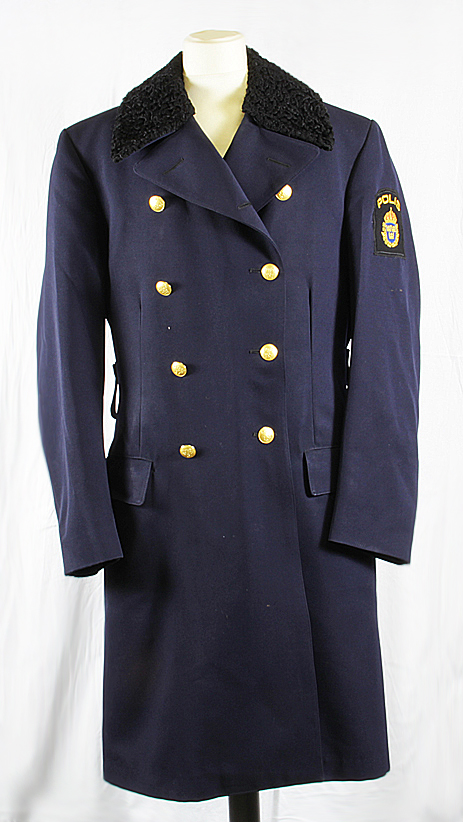
Polisrock modell 1974, med pälskrage.
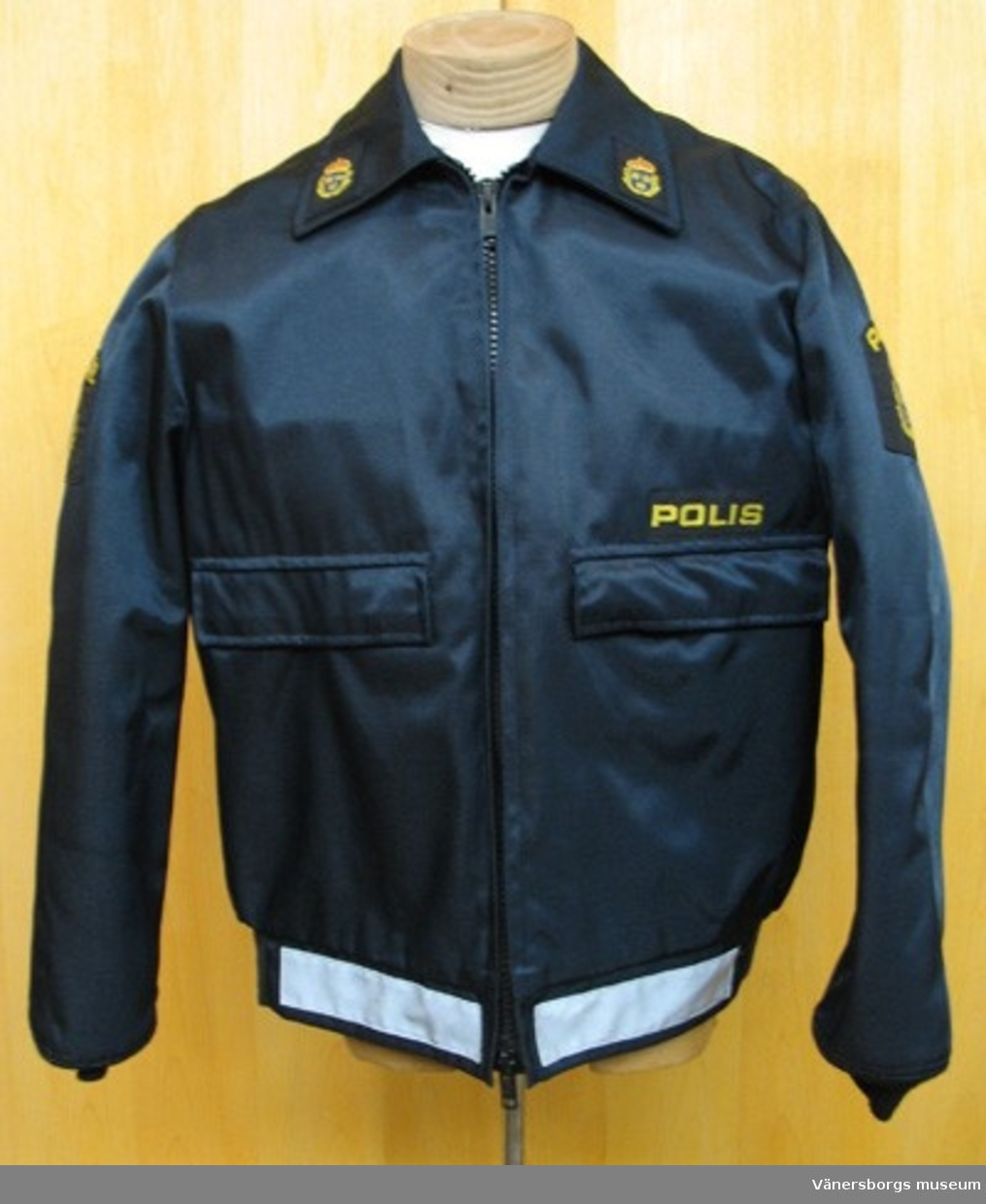
Polisjacka av modell 1974.
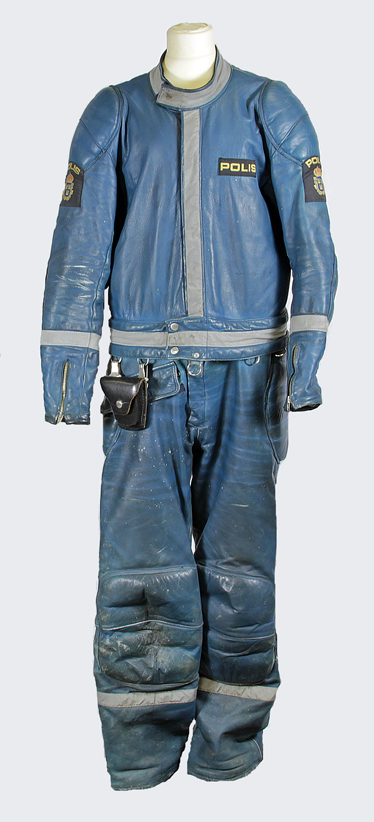
Polisens MC-uniform av modell 1974.
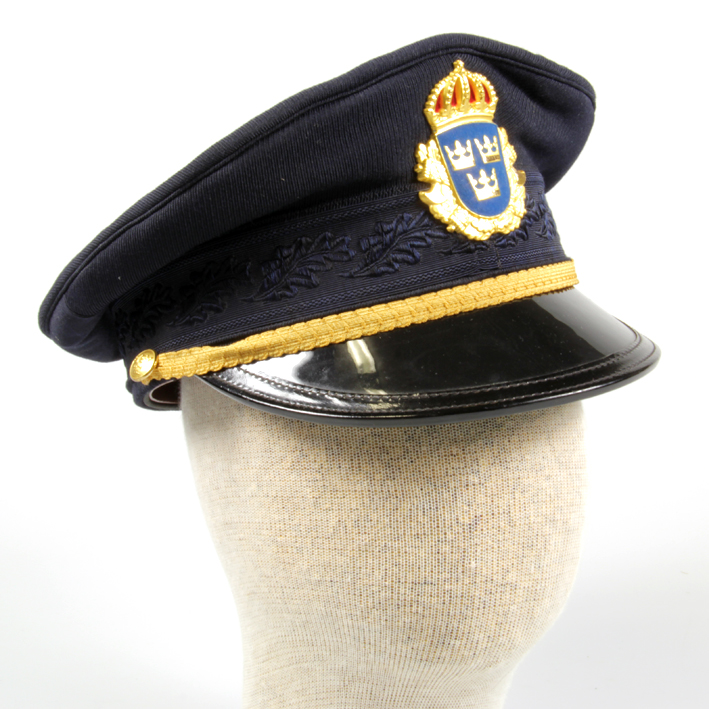
Skärmmössa modell 1974, med blått kapell för vinterhalvåret.
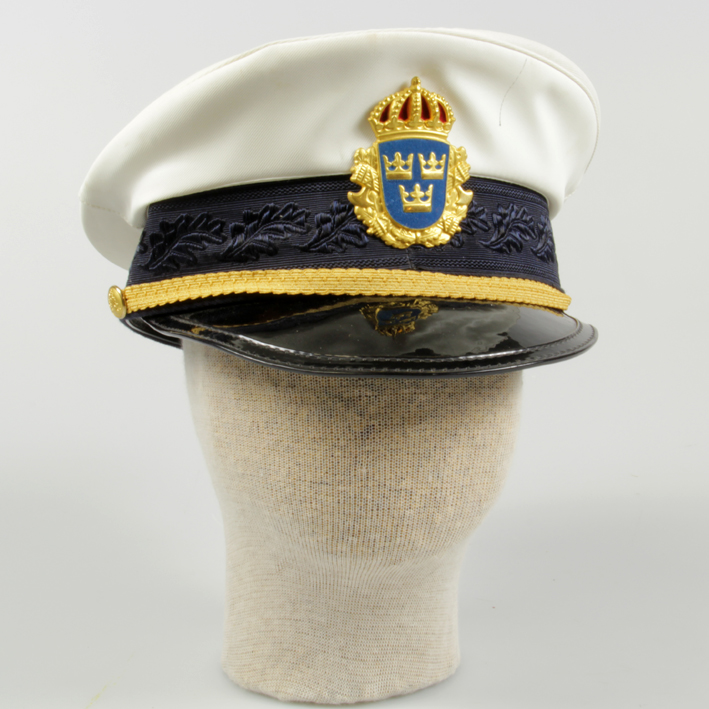
Skärmmössa modell 1974, med vitt kapell för sommarhalvåret.
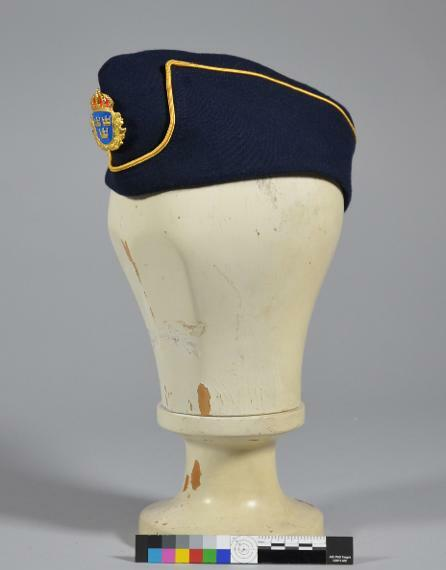
Båtmössa för polisen av modell 1974.
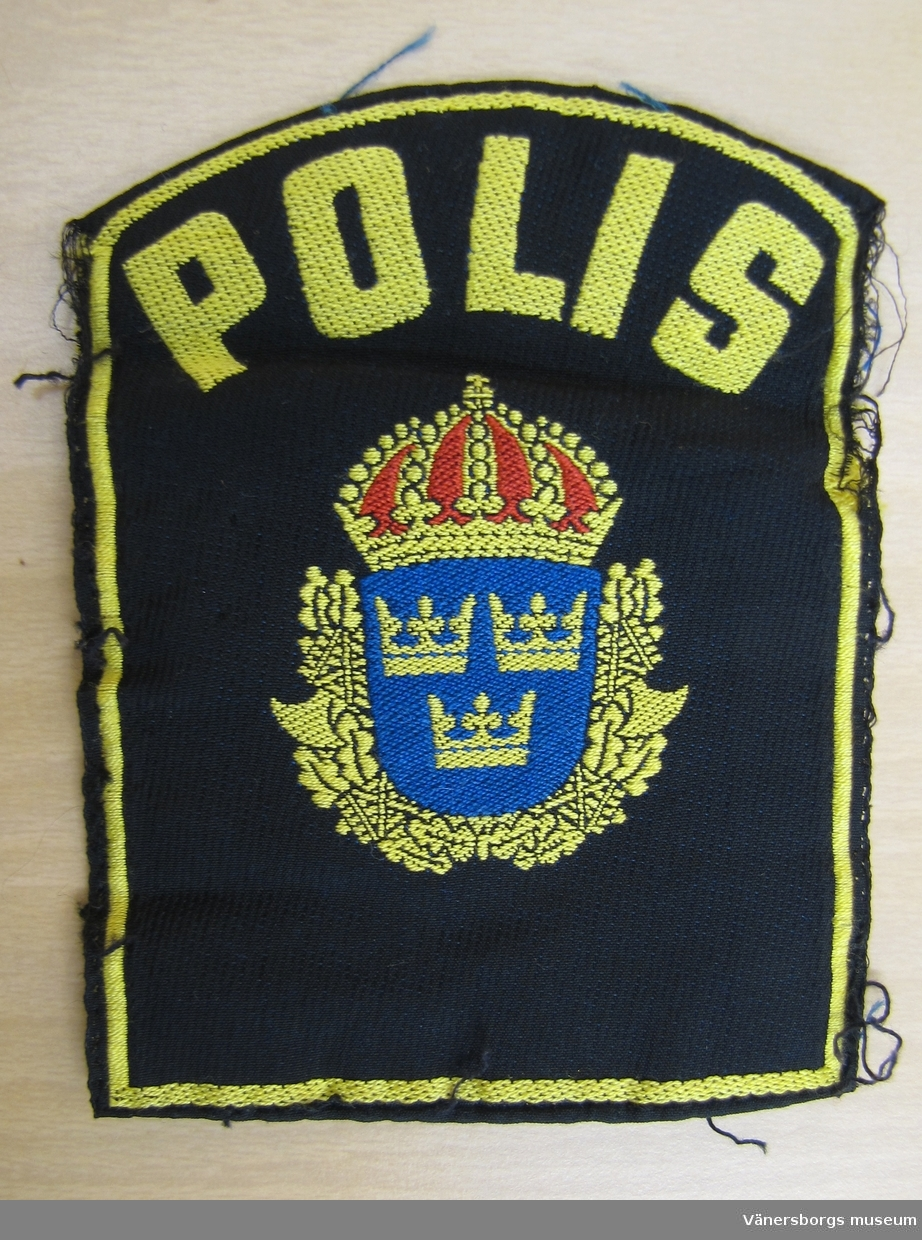
Svenska polisens broderade emblem som togs fram till uniformen 1974.

## 1992 års modell
Det första plagget som togs fram var en overall i samband med EM 1992. Övriga plagg kom först ut vid lucia 1995. Den modell som officiellt kallas för m/92 insats, var ursprungligen tänkt till den Särskilda Beredskapspolisen. Den blev även populära bland de olika piketenheterna, hundförare, mm. Uniformen kom så småningom även att användas av övrig personal i yttre tjänst. Detta gjorde att uniformeringen upplevdes som oenhetlig, varför Polismyndigheten den 21 juli 1999 fattade beslut om att all polis skulle använda denna uniform.
Synpunkter på denna uniform var att den kunde upplevas som alltför militär i sitt utseende och att den därigenom kunde skapa en barriär mellan allmänhet och polis. Dessutom saknade den helt reflexer och det var troligen denna aspekt som gjorde att polisen införde uniform m/04.

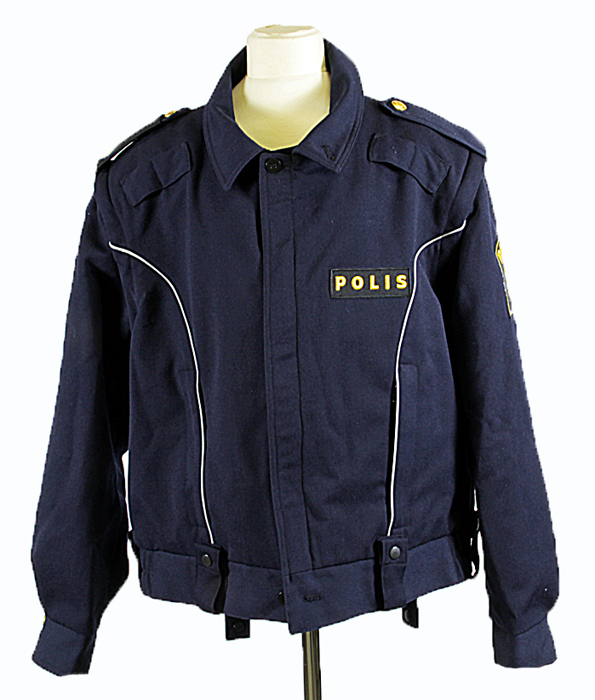
Polisjacka modell 1992.
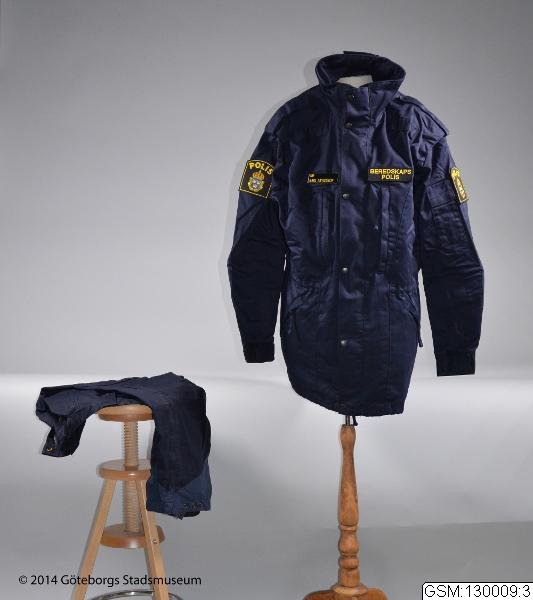
Polisjacka sommar enligt m/1992, för beredskapspolisen.
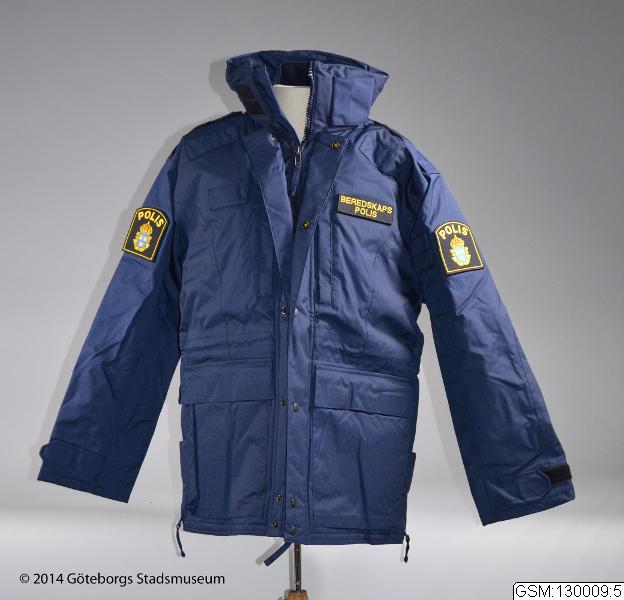
Polisjacka vinter enligt m/1992, för beredskapspolisen.
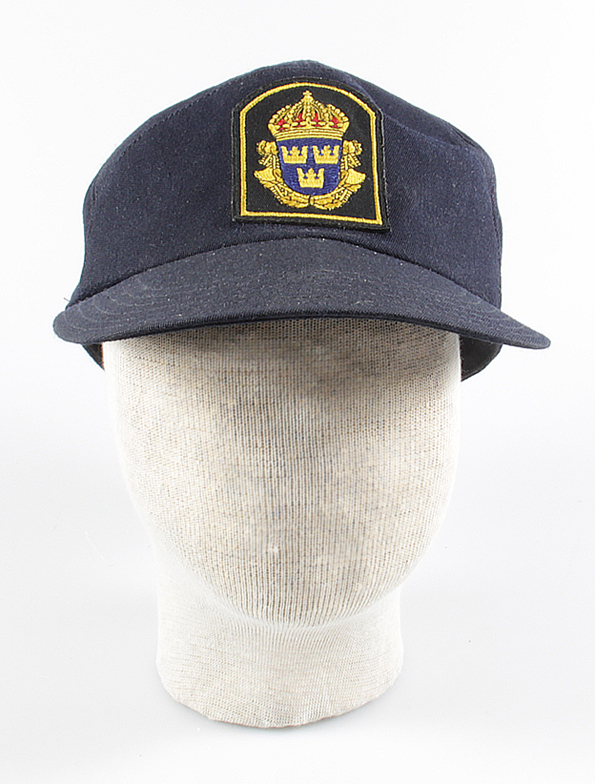
Keps för polisen m/1992

## 2004 års modell
Beslutet om denna nya uniform, som officiellt kallades m/04, togs i november 2004. Den nya uniformen hade m/92 insats som utgångspunkt. Den största skillnaden var att jackan tillfördes reflexer, dessutom tog man även fram en reflexväst som kunde bäras över jackan. I övrigt liknar snittet mellan uniform m/92 och m/04 varandra.

## 2014 års modell
2014 togs en uppdaterad uniform fram för polisen i yttre tjänst, som officiellt kallas m/14. Den innehåller; byxa m/14 och jacka m/14. Vid arbete i trafik, så finns persedlarna även i en utökad varselvariant, då med fler reflexer.

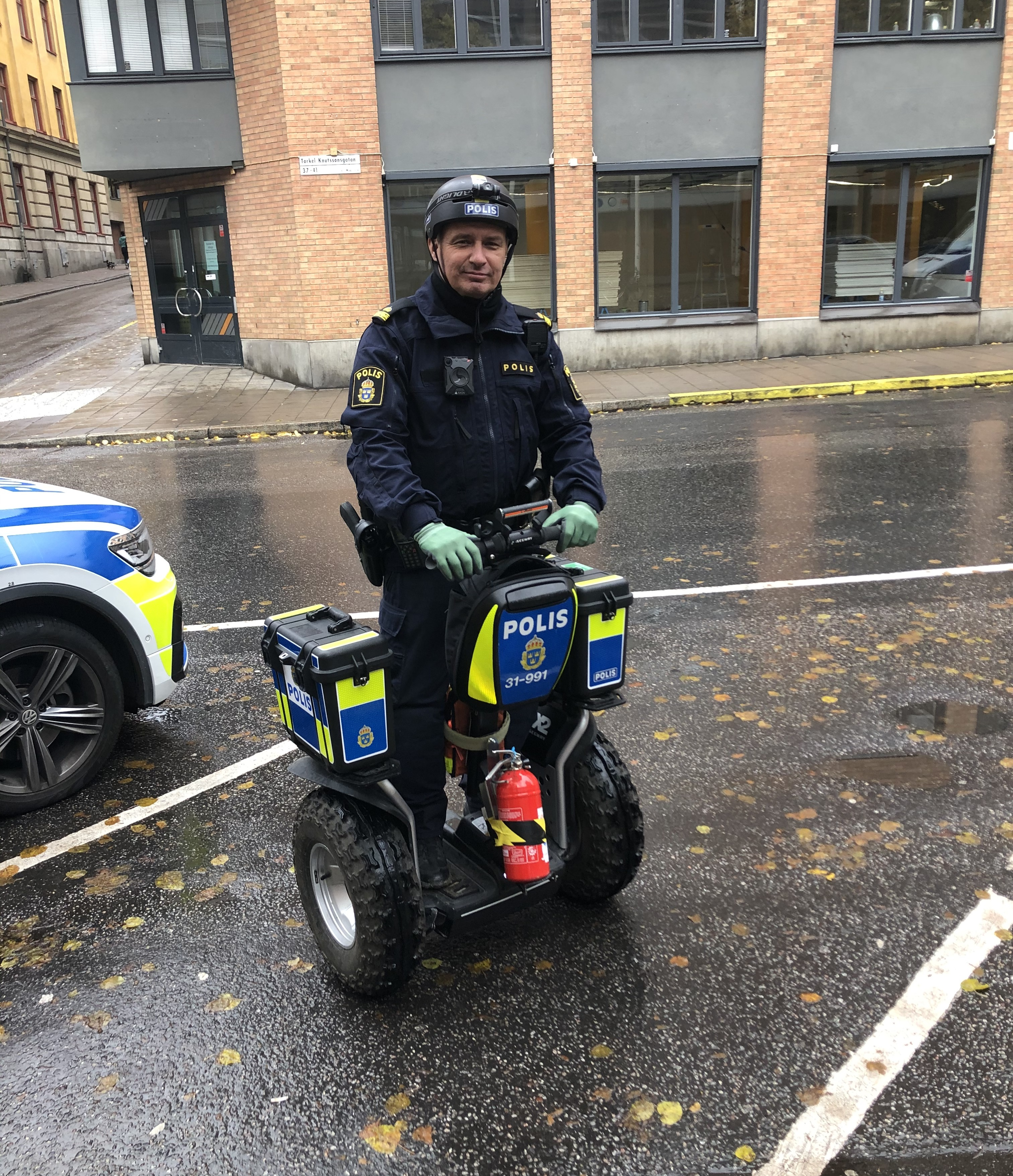
Polis iklädd uniform med jacka och byxa enligt modell 2014 (2020).

## Representationsuniform
Enligt polisens föreskrifter om deras uniformer finns även en representationsuniform som i mångt och mycket liknar modellen från år 1974. Denna kan bäras vid både inre och yttre tjänst. Den består av byxa eller kjol m/19, kavaj m/04, mössa m/06 (skärmmössa), vit eller blå skjorta m/92, slips samt slipshållare m/92, livrem m/08 samt vita handskar.

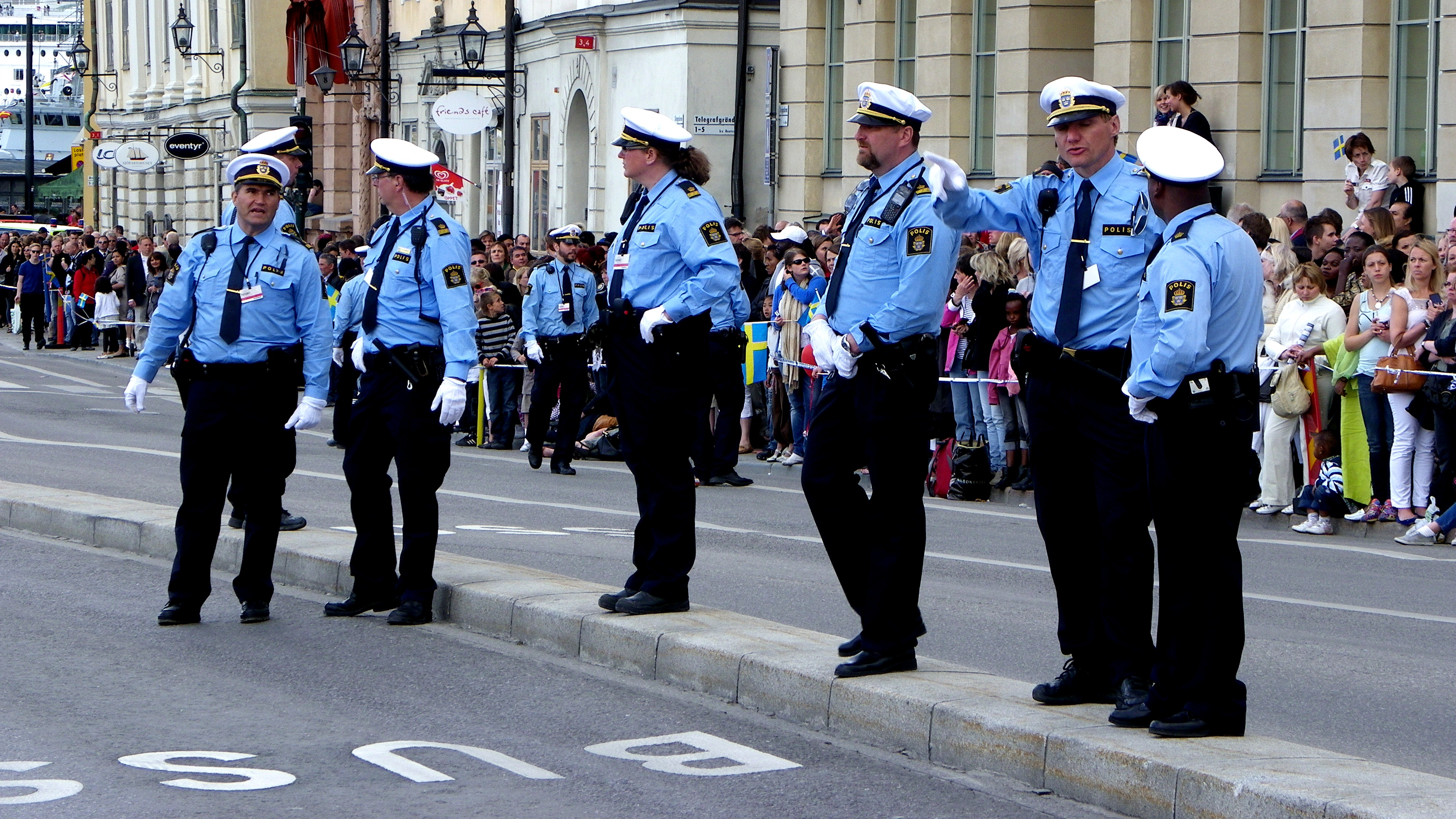
Representationsuniformen buren utan kavaj, med blå skjorta (2010).
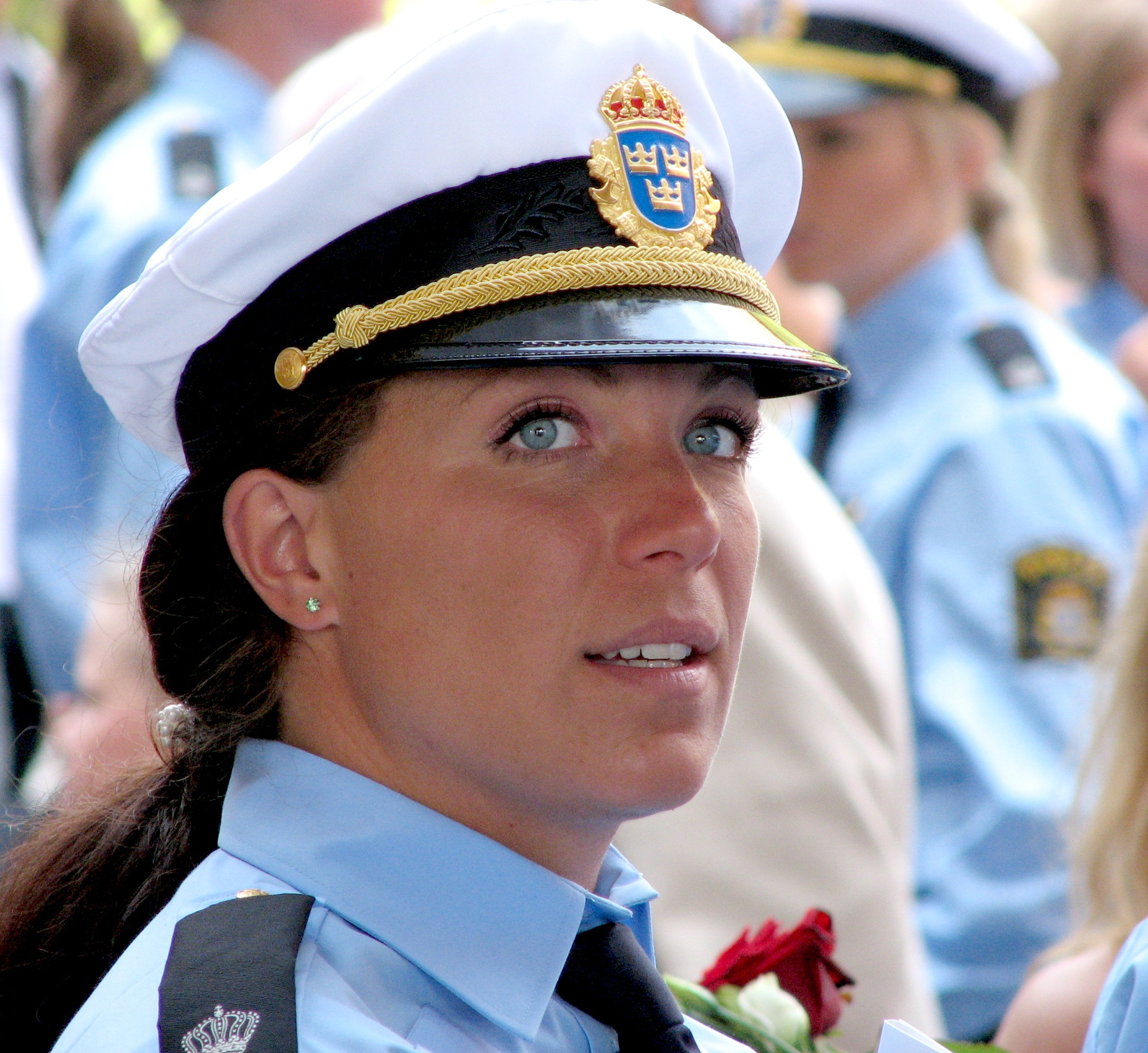
Mössa m/06 med vitt kapell (2006).

## Högtidsuniform
Polisens högtidsuniform är gemensam med Försvarsmaktens mässdräkt. Uniformens byxor får förses med revärer av guldgalon à 30 mm, dock 45 mm om personen är rikspolischef, säkerhetspolischef, biträdande säkerhetspolischef, polisdirektör och biträdande polisdirektör. Jackan har polisens egna förgyllda knappar med tre kronor, där polisens gradbeteckningar fästes i ärmens nederkant. Västen är antingen vit eller blå, där den vita västen motsvarar högtidsdräkt och den blå smoking, bägge västarna knäpps med polisens knappar i guld. Till detta bärs mössa m/92 (skärmmössa) med vit eller blå kulle beroende på årstid.